# Seznam dílů seriálu One Piece
Toto je seznam dílů anime seriálu One Piece, vyrobeného studiem Tóei Animation, které se vysílá od 20. října 1999.

## Úvodní a závěrečné znělky

### Úvodní znělky
| #  | Název skladby                              | Interpret                    | Díly    |
| -- | ------------------------------------------ | ---------------------------- | ------- |
| 1  | We Are!                                    | Hiroši Kitadani              | 1–47    |
| 2  | Believe                                    | Folder5                      | 48–115  |
| 3  | Hikari e                                   | The Babystars                | 116–168 |
| 4  | Bon voyage!                                | Bon-Bon Blanco               | 169–206 |
| 5  | Kokoro no čizu                             | BOYSTYLE                     | 207–263 |
| 6  | Brand New World                            | D-51                         | 264–278 |
| 7  | We Are! Nananin no Mugiwara kaizokudan-hen | Slamáci                      | 279–283 |
| 8  | Crazy Rainbow                              | Tackey & Cubasa              | 284–325 |
| 9  | Jungle P                                   | 5050                         | 326–372 |
| 10 | We Are! Džúšúnen ver.                      | Tóhóšinki                    | 373–394 |
| 11 | Share The World                            | Tóhóšinki                    | 395–425 |
| 12 | Kaze o sagašite                            | Mari Jaguči a Slamáci        | 426–458 |
| 13 | One day                                    | The Rootless                 | 459–492 |
| 14 | Fight Together                             | Namie Amuro                  | 493–516 |
| 15 | We Go!                                     | Hiroši Kitadani              | 517–590 |
| 16 | Hands Up!                                  | Kóta Šinzato                 | 591–628 |
| 17 | Wake Up!                                   | AAA                          | 629–686 |
| 18 | Hard Knock Days                            | Generations from Exile Tribe | 687-746 |

### Závěrečné znělky
| #  | Název skladby             | Interpret        | Díly    |
| -- | ------------------------- | ---------------- | ------- |
| 1  | Memories                  | Maki Ócuki       | 1–30    |
| 2  | Run! Run! Run!            | Maki Ócuki       | 31–63   |
| 3  | Wataši ga iru jo          | Tomato Cube      | 64–73   |
| 4  | Šóči no suke              | Suitei šódžo     | 74–81   |
| 5  | Before Dawn               | Ai-Sachi         | 82–94   |
| 6  | Fish                      | The Kaleidoscope | 95–106  |
| 7  | Glory: kimi ga iru kara   | Takako Uehara    | 107–118 |
| 8  | Shining ray               | Janne Da Arc     | 119–132 |
| 9  | Free Will                 | Ruppina          | 133–156 |
| 10 | Faith                     | Ruppina          | 157–168 |
| 11 | A to Z: One Piece Edition | ZZ               | 169–181 |
| 12 | Cuki to taijó             | Shela            | 182–195 |
| 13 | Dreamship                 | Aiko Ikuta       | 196–206 |
| 14 | Mirai kókai               | Tackey & Cubasa  | 207–230 |
| 15 | Eternal Pose              | Asia Engineer    | 231–245 |
| 16 | Dear friends              | Triplane         | 246–255 |
| 17 | Asu wa kuru kara          | Tóhóšinki        | 256–263 |
| 18 | Adventure World           | Delicatessen     | 264–278 |

## Seznam dílů

### První řada (1999–2001)
| Č. v seriálu | Původní název                                                                           | Český název                                                   | Premiéra v Japonsku |
| ------------ | --------------------------------------------------------------------------------------- | ------------------------------------------------------------- | ------------------- |
| 1            | Ore wa Rufi! Kaizoku-ó ni naru otoko da! 俺はルフィ!海賊王になる男だ!                   | Jsem Luffy! Ten, kdo se stane králem pirátů!                  | 20. října 1999      |
| 2            | Daikengó arawaru! Kaizokugari Roronoa Zoro 大剣豪現る!海賊狩りロロノア·ゾロ             | Přichází slavný šermíř! Zoro Roronoa, lovec pirátů!           | 17. listopadu 1999  |
| 3            | Mógan tai Rufi! Nazo no bišódžo wa dare? モーガンVSルフィ!謎の美少女は誰?               | Morgan proti Luffymu! Kdo je ta tajemná, krásná dívka?        | 24. listopadu 1999  |
| 4            | Rufi no kako! Akagami no Šankusu tódžó ルフィの過去!赤髪のシャンクス登場                | Luffyho minulost! Přichází rudovlasý Shanks!                  | 8. prosince 1999    |
| 5            | Kjófu nazo no čikara! Kaizoku dóke Bagí-senčó! 恐怖!謎の力·海賊道化バギー船長!          | Strašlivá, tajemná síla! Kapitán Buggy, pirát a klaun!        | 15. prosince 1999   |
| 6            | Zettai zecumei! Módžúcukai Módži VS Rufi! 絶体絶命!猛獣使いモージvsルフィ!              | Beznadějná situace! Krotitel Módži proti Luffymu!             | 29. prosince 1999   |
| 7            | Sózecu kettó! Kengó Zoro VS kjokugei no Kabadži! 壮絶決闘!剣豪ゾロvs曲芸のカバジ!       | Zuřivý souboj! Šermíř Zoro proti akrobatovi Kabadžimu!        | 29. prosince 1999   |
| 8            | Šóša wa doči? Akuma no mi no nórjoku taikecu! 勝者はどっち?悪魔の実の能力対決!          | Kdo je vítězem? Ďáblovo ovoce na scéně!                       | 29. prosince 1999   |
| 9            | Seigi no usocuki? Kjaputen Usoppu 正義のうそつき?キャプテンウソップ                     | Poctivý lhář? Kapitán Usopp                                   | 12. ledna 2000      |
| 10           | Šidžó saikjó no hen na jacu! Saimindžucuši Džango 史上最強の変な奴!催眠術師ジャンゴ     | Největší šílenec světa! Hypnotizér Džango                     | 19. ledna 2000      |
| 11           | Inbó o abake! Kaizoku šicudži kjaputen Kuro 陰謀を暴け!海賊執事キャプテンクロ           | Odhalení spiknutí! Kapitán Kuro, pirátský komorník            | 26. ledna 2000      |
| 12           | Gekitocu! Kuroneko kaizoku-dan sakamiči no daikóbó! 激突!クロネコ海賊団坂道の大攻防!    | Souboj s piráty Černé kočky! Velká bitva na svahu!            | 2. února 2000       |
| 13           | Kjófu no futarigumi! Njában burazásu VS Zoro 恐怖の二人組!ニャーバン兄弟VSゾロ          | Děsivá dvojice! Bratři Meowbanovi proti Zorovi                | 9. února 2000       |
| 14           | Rufi fukkacu! Kaja-odžósama no kešši no teikó ルフィ復活!カヤお嬢様の決死の抵抗         | Luffy je zpět! Zoufalý odpor slečny Kaji!                     | 16. února 2000      |
| 15           | Kuro o taose! Otoko Usoppu namida no kecui! クロを倒せ!男ウソップ涙の決意!              | Porazit Kura! Uslzené rozhodnutí Usoppa!                      | 23. února 2000      |
| 16           | Kaja o mamore! Usoppu kaizoku-dan dai kacujaku! カヤを守れ!ウソップ海賊団大活躍!        | Ochránit Kaju! Veliké úsilí Usoppových pirátů!                | 1. března 2000      |
| 17           | Ikari bakuhacu! Kuro VS Rufi kečaku no jukue! 怒り爆発!クロVSルフィ決着の行方!          | Zuřivá exploze! Kuro proti Luffymu – jak to dopadne?!         | 8. března 2000      |
| 18           | Anta ga čindžú! Gaimon to kimjó na nakama あんたが珍獣!ガイモンと奇妙な仲間             | Jseš divnej! Gaimon a jeho podivní přátelé                    | 15. března 2000     |
| 19           | Santórjú no kako! Zoro to Kuina no čikai! 三刀流の過去!ゾロとくいなの誓い!              | Minulost trojmečového stylu! Slib Zora a Kuiny!               | 22. března 2000     |
| 20           | Meibucu kokku! Kaidžó resutoran no Sandži 名物コック!海上レストランのサンジ             | Slavný kuchař! Sandži z mořské restaurace                     | 12. dubna 2000      |
| 21           | Manekarezaru kjaku! Sandži no meši to Gin no on 招かれざる客!サンジの飯とギンの恩       | Nevítaný host! Sandžiho jídlo a Ginův dluh                    | 12. dubna 2000      |
| 22           | Saikjú no kaizoku kantai! Teitoku Don Kuríku 最強の海賊艦隊!提督ドン·クリーク           | Nejsilnější pirátská posádka! Admirál Don Krieg               | 26. dubna 2000      |
| 23           | Mamore Baratie! Dai kaizoku – Akaaši no Zefu 守れバラティエ!大海賊·赫足のゼフ           | Ochránit Baratii! Velký pirát Zeff Červená noha               | 3. května 2000      |
| 24           | Taka no me no Mihóku! Kengó Zoro umi ni čiru 鷹の目のミホーク!剣豪ゾロ海に散る          | Mihawk Jestřábí oko! Mistrovský šermíř Zoro padá do moře      | 10. května 2000     |
| 25           | Hissacu ašiwaza sakurecu! Sandži VS teppeki no Páru 必殺足技炸裂!サンジVS鉄壁のパール   | Smrtící technika kopu! Sandži proti neporazitelnému Perlovi   | 17. května 2000     |
| 26           | Zefu to Sandži no jume maboroši no Óruburú ゼフとサンジの夢·幻のオールブルー            | Sen Zeffa a Sandžiho: iluze All Blue                          | 24. května 2000     |
| 27           | Reitecu hidžó no kidžin kaizoku kantai sóčó Gin 冷徹非情の鬼人·海賊艦隊総隊長ギン       | Chladnokrevný démon! Vrchní velitel pirátské posádky, Gin     | 31. května 2000     |
| 28           | Šinanee jo! Gekitó Rufi VS Kuríku! 死なねェよ!激闘ルフィVSクリーク!                     | Já nezemřu! Zuřivý souboj: Luffy proti Kriegovi!              | 7. června 2000      |
| 29           | Šitó no keččaku! Hara ni kukutta ippon no jari! 決闘の決着!腹にくくった1本の槍!         | Výsledek smrtící bitvy! Oštěp, který uvízl v břiše!           | 21. června 2000     |
| 30           | Tabidači! Umi no kokku wa Rufi to tomo ni 旅立ち!海のコックはルフィとともに             | Vyplouváme! Lodní kuchař vyplouvá s Luffym                    | 28. června 2000     |
| 31           | Higaši no umi saiaku no otoko! Gjodžin kaizoku Áron! 東の海最悪の男!魚人海賊アーロン!   | Nejpodlejší muž v East Blue! Rybácký pirát Arlong!            | 12. července 2000   |
| 32           | Kokojaši mura no madžo! Áron no onnakanbu ココヤシ村の魔女!アーロンの女幹部             | Čarodějka z vesnice Kokojaši! Arlongova důstojnice            | 19. července 2000   |
| 33           | Usoppu šisu? Rufi džóriku wa mada? ウソップ死す!?ルフィ上陸はまだ?                      | Usoppova smrt?! Luffy pořád ještě nepřistál?                  | 19. července 2000   |
| 34           | Zen'in šúkecu! Usoppu ga kataru Nami no šindžicu 全員集結!ウソップが語るナミの真実      | Zase spolu! Usopp vypráví Namin skutečný příběh               | 26. července 2000   |
| 35           | Himerareta kako! Onnasenši Beruméru! 秘められた過去!女戦士ベルメール!                   | Skrytá minulost! Bojovnice Bellemere!                         | 2. srpna 2000       |
| 36           | Ikinuke! Haha Beruméru to Nami no kizuna! 生き抜け!母ベルメールとナミの絆!              | Žij dál! Matka Bellemere a Namina rodina!                     | 9. srpna 2000       |
| 37           | Rufi tacu! Uragirareta jakusoku no kecumacu ルフィ立つ!裏切られた約束の結末             | Luffy povstává! Konec porušeného slibu                        | 16. srpna 2000      |
| 38           | Rufi dai pinči! Gjodžin VS Rufi kaizoku-dan ルフィ大ピンチ!魚人VSルフィ海賊団           | Luffy má potíže! Rybáci vs. Luffyho piráti                    | 23. srpna 2000      |
| 39           | Rufi suibocu! Zoro VS tako no Haččan ルフィ水没!ゾロVSタコのはっちゃん                  | Luffy se topí! Zoro versus chobotničák Haččan                 | 30. srpna 2000      |
| 40           | Hokori takaki senši! Gekitó Sandži to Usoppu 誇り高き戦士!激闘サンジとウソップ          | Hrdí válečníci! Dramatická bitva Sandžiho a Usoppa            | 6. září 2000        |
| 41           | Rufi zenkai! Nami no kecui to mugiwara bóši ルフィ全開!ナミの決意と麦わら帽子           | Luffyho nejlepší snaha! Namina odvaha a slaměný klobouk       | 13. září 2000       |
| 42           | Sakurecu! Gjodžin Áron umi kara no mókógeki! 炸裂!魚人アーロン海からの猛攻撃!           | Exploze! Strašlivý útok z moře rybáka Arlonga!                | 27. září 2000       |
| 43           | Gjodžin teikoku no owari! Nami wa ore no nakama da! 魚人帝国の終り!ナミは俺の仲間だ!    | Konec impéria rybáků! Nami je moje kamarádka!                 | 27. září 2000       |
| 44           | Egao no tabidači! Saraba kokjó Kokojaši mura 笑顔の旅立ち!さらば故郷ココヤシ村          | Vyplouváme s úsměvem! Sbohem, má rodná vesnice Kokojaši       | 11. října 2000      |
| 45           | Šókinkubi! Mugiwara no Rufi jo ni širewataru 賞金首!麦わらのルフィ世に知れ渡る          | Odměna! Slamák Luffy se stává světoznámým                     | 25. října 2000      |
| 46           | Mugiwara o oe! Čiisana Bagí no dai bóken 麦わらを追え!小さなバギーの大冒険              | Za Slamáky! Velké dobrodružství malého Buggyho                | 1. listopadu 2000   |
| 47           | Omači ka ne! Á fukkacu no Bagí senčó お待ちかね!ああ復活のバギー船長                    | Dost bylo čekání! Návrat kapitána Buggyho                     | 8. listopadu 2000   |
| 48           | Hadžimari to owari no mači – Rógutaun džóriku 始まりと終わりの町·ローグタウン上陸       | Město začátku a konce. Příjezd do Loguetownu                  | 22. listopadu 2000  |
| 49           | Sandai kitecu to Jubaširi! Zoro no šintó to džosóčó 三代鬼徹と雪走!ゾロの新刀と女曹長   | Sandai kitecu a Jubaširi! Zorovy nové meče a hlavní seržantka | 22. listopadu 2000  |
| 50           | Usoppu VS kozure no dadi mahiru no kettó ウソップVS子連れのダディ真昼の決闘             | Usopp proti Taťkovi. Přestřelka v pravé poledne               | 29. listopadu 2000  |
| 51           | Honó no rjóri batoru? Sandži VS bidžin šefu 炎の料理バトル?サンジVS美人シェフ           | Spalující kuchařská bitva? Sandži proti nádherné kuchařce     | 6. prosince 2000    |
| 52           | Bagí no ribendži! Šokeidai de warau otoko! バギーのリベンジ!処刑台で笑う男!             | Buggyho pomsta! Muž, který se usmívá na popravišti!           | 13. prosince 2000   |
| 53           | Densecu wa hadžimatta! Mezase idai naru kóro 伝説は始まった!目指せ偉大なる航路          | Legenda se začala! Vydejte se na Grand Line                   | 10. ledna 2001      |
| 54           | Arata naru bóken no jokan! Nazo no šódžo Apisu 新たなる冒険の予感!謎の少女アピス        | Předzvěst nového dobrodružství! Tajemná dívka Apis            | 17. ledna 2001      |
| 55           | Kiseki no ikimono! Apisu no himicu to densecu no šima 奇跡の生物!アピスの秘密と伝説の島 | Svatá bestie! Apisino tajemství a legendární ostrov           | 24. ledna 2001      |
| 56           | Erikku šucugeki! Gunkandžima kara no dai daššucu! エリック出撃!軍艦島からの大脱出!      | Erikova razie! Velký útěk z ostrova Gunkan!                   | 31. ledna 2001      |
| 57           | Zekkai no kotó! Densecu no Rosuto Airando 絶海の孤島!伝説のロストアイランド             | Osamělý ostrov na vzdáleném moři! Legendární Ztracený ostrov  | 7. února 2001       |
| 58           | Haikjó no kettó! Kinpaku no Zoro tai Erikku 廃虚の決闘!緊迫のゾロVSエリック             | Souboj v ruinách! Vyčerpaný Zoro proti Erikovi                | 21. února 2001      |
| 59           | Rufi kanzen hói! Teitoku Neruson no hissaku ルフィ完全包囲!提督ネルソンの秘策           | Luffy je úplně obklíčený! Tajný plán admirála Nelsona         | 21. února 2001      |
| 60           | Ósora o mau mono! Jomigaeru sennen no densecu 大空を舞うもの!甦る千年の伝説             | Ti, kteří plachtí oblohou! Vzkříšení tisícileté legendy       | 28. února 2001      |
| 61           | Ikari no keččaku! Akai dairiku o norikoero! 怒りの決着!赤い大陸を乗り越えろ!            | Rozzlobené finále! Překonejte Red Line!                       | 7. března 2001      |
| 62           | Sašo no toride? Kjodai kudžira Rabún arawareru 最初の砦?巨大クジラ·ラブーン現る         | První překážka? Objevuje se obří velryba Laboon               | 21. března 2001     |

### Druhá řada (2001)
| Č. v seriálu | Původní název                                                                         | Český název                                                | Premiéra v Japonsku |
| ------------ | ------------------------------------------------------------------------------------- | ---------------------------------------------------------- | ------------------- |
| 63           | Otoko no jakusoku! Rufi to kudžira saikai no čikai 男の約束! ルフィとクジラ再会の誓い | Slovo muže! Luffy a velryba přísahají, že se znovu setkají | 21. března 2001     |
| 64           | Kaizoku kangei no mači? Uisukípíku džóriku 海賊歓迎の町? ウイスキーピーク上陸         | Město, které miluje piráty? Příjezd do Whisky Peaku        | 15. dubna 2001      |
| 65           | Sakurecu Santórjú! Zoro vs Barokku Wákusu 炸裂三刀流! ゾロVSバロックワークス          | Santórjú vybuchuje! Zoro proti Baroque Works               | 15. dubna 2001      |
| 66           | Šinken šóbu! Rufi vs Zoro nazo no dai kettó! 真剣勝負! ルフィVSゾロ謎の大決闘!        | Vážný zápas! Luffy proti Zorovi: nečekaný souboj!          | 22. dubna 2001      |
| 67           | Ódžo Bibi o todokero! Rufi kaizoku dan šukkó 王女ビビを届けろ! ルフィ海賊団出航       | Doručte princeznu Vivi! Luffyho piráti vyplouvají          | 29. dubna 2001      |
| 68           | Ganbare Kobí! Kobimeppo kaigun funtóki 頑張れコビー! コビメッポ海軍奮闘記             | Do toho, Coby! Deník Coby-Meppových mariňáckých strastí    | 13. května 2001     |
| 69           | Kobimeppo no kecui! Gápu čúšó no ojagokoro コビメッポの決意! ガープ中将の親心         | Coby-Meppovo odhodlání! Otcovská pýcha viceadmirála Garpa  | 20. května 2001     |
| 70           | Taiko no šima! Ritoru Gáden ni hisomu kage! 太古の島! リトルガーデンに潜む影!         | Prehistorický ostrov! Stín, který číhá na Little Garden!   | 27. května 2001     |
| 71           | Dekkai kettó! Kjodžin Dorí to Burogí でっかい決闘! 巨人ドリーとブロギー               | Obrovská bitva! Obři Dorry a Brogy                         | 3. června 2001      |
| 72           | Rufi okoru! Seinaru kettó ni hirecu na wana ルフィ怒る! 聖なる決闘に卑劣な罠          | Luffyho hněv! Špinavý trik v posvátné bitvě                | 17. června 2001     |
| 73           | Burogí šóri no gókjú! Erubafu no keččaku ブロギー勝利の号泣! エルバフの決着           | Brogy vítězně naříká! Elbafův soud                         | 24. června 2001     |
| 74           | Ma no kjandoru! Munen no namida to okari no namida 魔のキャンドル! 無念の涙と怒りの涙 | Ďáblova svíce! Slzy lítosti a slzy hněvu                   | 15. července 2001   |
| 75           | Rufi o osou marjoku! Karázutorappu ルフィを襲う魔力! カラーズトラップ                 | Luffy napadený magií! Barevná past                         | 12. srpna 2001      |
| 76           | Izá hangeki! Usoppu no kiten to Kaenboši! いざ反撃! ウソップの機転と火炎星!           | Kritický protiútok! Usoppovo rychlé myšlení a Kaenboši!    | 19. srpna 2001      |
| 77           | Saraba kjodžin no šima! Arabasuta o mezase さらば巨人の島! アラバスタを目指せ         | Loučení s ostrovem obrů! Kupředu na Alabastu               | 19. srpna 2001      |

### Třetí řada (2001)
| Č. v seriálu | Původní název                                                                          | Český název                                                   | Premiéra v Japonsku |
| ------------ | -------------------------------------------------------------------------------------- | ------------------------------------------------------------- | ------------------- |
| 78           | Nami ga bjóki? Umi ni furu juki no mukó ni! ナミが病気?海に降る雪の向こうに!           | Nami je nemocná? Za sněhem, který padá na oceán!              | 26. srpna 2001      |
| 79           | Kišú! Burikingu gó to Buriki no Waporu 奇襲!ブリキング号とブリキのワポル               | Přepadení! Bliking a Wapol Blik                               | 2. září 2001        |
| 80           | Iša no inai šima? Na mo naki kuni no bóken! 医者のいない島?名も無き国の冒険!           | Ostrov bez doktorů? Dobrodružství v zemi beze jména!          | 9. září 2001        |
| 81           | Happí kai? Madžo to jobareta iša! ハッピーかい?魔女と呼ばれた医者!                     | Jste happy? Doktorka, které říkají čarodějnice!               | 16. září 2001       |
| 82           | Doruton no kakugo! Waporu gundan šima ni džóriku ドルトンの覚悟!ワポル軍団島に上陸     | Daltonovo odhodlání! Wapolovy jednotky se vyloďují            | 7. října 2001       |
| 83           | Juki no sumi šima! Doramu Rokkí o nobore! 雪の住む島!ドラムロッキーを登れ!             | Ostrov, který žije ve sněhu! Vylezte na Drumské skály!        | 7. října 2001       |
| 84           | Tonakai wa aoppana! Čoppá no himicu トナカイは青っ鼻!チョッパーの秘密                  | Sob s modrým nosem! Chopperovo tajemství                      | 21. října 2001      |
| 85           | Hamidašimono no jume! Jabu iša Hiruruku! はみだし者の夢!やぶ医者ヒルルク!              | Sen vyvrženců! Šarlatánský doktor Hiluluk!                    | 28. října 2001      |
| 86           | Hiruruku no sakura to ukecugare juku iši! ヒルルクの桜と受け継がれゆく意志!            | Hilulukova sakura a zděděná vůle!                             | 4. listopadu 2001   |
| 87           | VS Waporu gundan! Bakubaku no mi no nórjoku! VSワポル軍団!バクバクの実の能力!          | Proti Wapolově armádě! Schopnosti ovoce Baku-baku!            | 11. listopadu 2001  |
| 88           | Zón kei akuma no mi! Čoppá šičidan hengei 動物系悪魔の実!チョッパー七段変形            | Ďáblovo ovoce z rodiny Zoan! Chopperova sedmistupňová proměna | 18. listopadu 2001  |
| 89           | Ókoku no šihai owaru toki! Šinnen no hata wa eien ni 王国の支配終る時!信念の旗は永遠に | Když skončí vláda království! Vlajka přesvědčení trvá navěky  | 25. listopadu 2001  |
| 90           | Hiruruku no sakura! Doramu Rokkí no kiseki ヒルルクの桜!ドラムロッキーの奇跡           | Hilulukova sakura! Zázrak v Drumských skálách                 | 2. prosince 2001    |
| 91           | Sajónara Doramudžima! Boku wa umi e deru! さようならドラム島!僕は海へ出る!             | Sbohem, ostrove Drum! Vyrážím na moře!                        | 9. prosince 2001    |
| 92           | Arabasuta no eijú to sendžó no barerína アラバスタの英雄と船上のバレリーナ             | Hrdina Alabasty a balerína na palubě                          | 9. prosince 2001    |

### Čtvrtá řada (2001–2002)
| Č. v seriálu | Původní název                                                                             | Český název   | Premiéra v Japonsku |
| ------------ | ----------------------------------------------------------------------------------------- | ------------- | ------------------- |
| 93           | Iza sabaku no kuni e! Ame o jobu kona to hanrangun いざ砂漠の国へ!雨を呼ぶ粉と反乱軍      | bude oznámeno | 16. prosince 2001   |
| 94           | Gókecutači no saikai! Jacu no na wa hiken no Ésu 豪傑達の再会!奴の名は火拳のエース        | bude oznámeno | 23. prosince 2001   |
| 95           | Ésu to Rufi! Acuki omoi to kjódai no kizuna エースとルフィ!熱き想いと兄弟の絆             | bude oznámeno | 6. ledna 2002       |
| 96           | Midori no mači Erumaru to Kunfú Džugon! 緑の町エルマルとクンフージュゴン!                 | bude oznámeno | 13. ledna 2002      |
| 97           | Suna no kuni no bóken! Ennecu no daiči ni sugomu mamono 砂の国の冒険!炎熱の大地に棲む魔物 | bude oznámeno | 20. ledna 2002      |
| 98           | Sabaku no kaizokudan tódžó! Džijú ni ikiru otokotači 砂漠の海賊団登場!自由に生きる男達    | bude oznámeno | 27. ledna 2002      |
| 99           | Nisemono no idži! Kokoro no hanrangun Kamju! ニセモノの意地!心の反乱軍カミュ!             | bude oznámeno | 3. února 2002       |
| 100          | Hanrangun senši Kóza! Bibi ni čikatta jume! 反乱軍戦士コーザ!ビビに誓った夢!              | bude oznámeno | 10. února 2002      |
| 101          | Jóen no kettó! Ésu vs otoko sukópion 陽炎の決闘!エースVS男スコーピオン                    | bude oznámeno | 17. února 2002      |
| 102          | Kiseki to maigo! Bibi to nakama to kuni no katači 遺跡と迷子!ビビと仲間と国のかたち       | bude oznámeno | 24. února 2002      |
| 103          | Supaidázu Kafe ni hačidži teki kanbu šúgó スパイダーズカフェに8時敵幹部集合               | bude oznámeno | 3. března 2002      |
| 104          | Rufi vs Bibi! Nakama ni kakeru namida no čikai ルフィVSビビ!仲間に賭ける涙の誓い          | bude oznámeno | 10. března 2002     |
| 105          | Arabasuta sensen! Jume no mači Reinbésu アラバスタ戦線!夢の町レインベース                 | bude oznámeno | 17. března 2002     |
| 106          | Zettai zecumei no wana! Reindinázu tocunjú 絶体絶命の罠!レインディナーズ突入              | bude oznámeno | 24. března 2002     |
| 107          | Jútopia sakusen hacudó! Ugokidašita hanran ユートピア作戦発動!動き出した反乱              | bude oznámeno | 14. dubna 2002      |
| 108          | Kjófu no Bananawani to Misutá Purinsu 恐怖のバナナワニとミスタープリンス                  | bude oznámeno | 21. dubna 2002      |
| 109          | Gjakuden dai daššucu e no kagi! Dorudoru bóru! 逆転大脱出への鍵!ドルドルボール!           | bude oznámeno | 28. dubna 2002      |
| 110          | Džómujó no šitó! Rufi vs Kurokodairu 情無用の死闘!ルフィVSクロコダイル                    | bude oznámeno | 5. května 2002      |
| 111          | Kiseki e no šissó! Arabasuta dóbucu rando 奇跡への疾走!アラバスタ動物ランド               | bude oznámeno | 12. května 2002     |
| 112          | Hanrangun vs kokuógun! Kessen wa Arubána! 反乱軍VS国王軍!決戦はアルバーナ!                | bude oznámeno | 19. května 2002     |
| 113          | Naki no Arubána! Gekitó Karú taičó! 嘆きのアルバーナ!激闘カルー隊長!                      | bude oznámeno | 2. června 2002      |
| 114          | Nakama no jumi ni čikau! Kettó Mogura cuka 4 bančó 仲間の夢に誓う!決闘モグラ塚4番街       | bude oznámeno | 9. června 2002      |
| 115          | Hondžicu dai kókai! Manemane Montádžu! 本日大公開!マネマネモンタージュ!                   | bude oznámeno | 16. června 2002     |
| 116          | Nami ni henšin! Bonkuré renpacu baree Kenpó ナミに変身!ボンクレ-連発バレエ拳法            | bude oznámeno | 23. června 2002     |
| 117          | Nami no senpú čúihó! Kurimatakuto sakurecu ナミの旋風注意報!クリマタクト炸裂              | bude oznámeno | 30. června 2002     |
| 118          | Óke ni cuwaru himicu! Kodai heiki Puruton 王家に伝わる秘密!古代兵器プルトン               | bude oznámeno | 14. července 2002   |
| 119          | Góken no kjokui! Hagane o kiru čikara to mono no kokjú 豪剣の極意!鋼鉄を斬る力と物の呼吸  | bude oznámeno | 21. července 2002   |
| 120          | Tatakai wa owatta! Kóza ga ageta široi hata 戦いは終わった!コーザが掲げた白い旗           | bude oznámeno | 4. srpna 2002       |
| 121          | Bibi no koe no juke! Eijú wa maiorita! ビビの声の行方!英雄は舞い降りた!                   | bude oznámeno | 11. srpna 2002      |
| 122          | Suna wani to mizu Rufi! Kettó dai ni raundo 砂ワニと水ルフィ!決闘第2ラウンド              | bude oznámeno | 18. srpna 2002      |
| 123          | Wanippoi! Óke no haka e hašire Rufi! ワニっぽい!王家の墓へ走れルフィ!                     | bude oznámeno | 25. srpna 2002      |
| 124          | Akumu no toki hakaru! Koko wa Sunasunadan himicu kiči 悪夢の時迫る!ここは砂砂団秘密基地   | bude oznámeno | 1. září 2002        |
| 125          | Idai naru cubame! Wa ga na wa kuno no šigošin Peru 偉大なる翼!我が名は国の守護神ペル      | bude oznámeno | 8. září 2002        |
| 126          | Koete iku! Arabasuta ni ame ga furu! 越えていく!アラバスタに雨が降る!                     | bude oznámeno | 15. září 2002       |
| 127          | Buki jo saraba! Kaizoku to ikucu ka no seigi 武器よさらば!海賊といくつかの正義            | bude oznámeno | 6. října 2002       |
| 128          | Kaizokutači no utage to Arabasuta daššucu sakusen! 海賊たちの宴とアラバスタ脱出作戦!      | bude oznámeno | 6. října 2002       |
| 129          | Hadžimaru wa ano hi! Bibi ga kataru bókendan 始まりはあの日!ビビが語る冒険譚              | bude oznámeno | 20. října 2002      |
| 130          | Kiken na kaori! Šičininme wa Niko Robin! 危険な香り!七人目はニコ·ロビン!                  | bude oznámeno | 27. října 2002      |

### Pátá řada (2002–2003)
| Č. v seriálu | Původní název                                                                            | Český název   | Premiéra v Japonsku |
| ------------ | ---------------------------------------------------------------------------------------- | ------------- | ------------------- |
| 131          | Hadžimete no kandža! Ranburu Bóru hiwa はじめての患者! ランブルボール秘話                | bude oznámeno | 3. listopadu 2002   |
| 132          | Kókaiši no hanran! Juzure nai jume no tame ni! 航海士の反乱! ゆずれない夢の為に!         | bude oznámeno | 10. listopadu 2002  |
| 133          | Ukecugareru jume! Karé no tecudžin Sandži 受け継がれる夢! カレーの鉄人サンジ             | bude oznámeno | 17. listopadu 2002  |
| 134          | Sakasete misemasu! Otoko Usoppu hači šaku tama 咲かせてみせます! 男ウソップ八尺玉        | bude oznámeno | 24. listopadu 2002  |
| 135          | Uwasa no kaizoku gari! Sasurai no kenši Zoro 噂の海賊狩り! さすらいの剣士ゾロ            | bude oznámeno | 1. prosince 2002    |
| 136          | Jagi no šima no Zenii to jama no naka no kaizoku sen! ヤギの島のゼニィと山の中の海賊船!  | bude oznámeno | 8. prosince 2002    |
| 137          | Mókarimakka? Kanekaši Zenii no jabó! 儲かりまっか? 金貸しゼニィの野望!                   | bude oznámeno | 15. prosince 2002   |
| 138          | Šima no otakara no jukue! Zenii kaizoku dan šucugeki! 島のお宝の行方! ゼニィ海賊団出撃!  | bude oznámeno | 22. prosince 2002   |
| 139          | Nidžiiro no kiri densecu! Rurukadžima no ródžin Henzo 虹色の霧伝説! ルルカ島の老人ヘンゾ | bude oznámeno | 5. ledna 2003       |
| 140          | Eien no kuni no džúnin! Panpukin kaizoku dan! 永遠の国の住人! パンプキン海賊団!          | bude oznámeno | 12. ledna 2003      |
| 141          | Kokjú e no omoi! Daššucu funó no kaizoku hakaba! 故郷への想い! 脱出不能の海賊墓場!       | bude oznámeno | 19. ledna 2003      |
| 142          | Ransen hissu! Uetton no jabó to nidži no tó 乱戦必死! ウエットンの野望と虹の塔           | bude oznámeno | 26. ledna 2003      |
| 143          | Sošite densecu ga hadžimaru! Iza nidži no kanata e そして伝説が始まる! いざ虹の彼方へ    | bude oznámeno | 2. února 2003       |

### Šestá řada (2003–2004)
| Č. v seriálu | Původní název                                                                                 | Český název   | Premiéra v Japonsku |
| ------------ | --------------------------------------------------------------------------------------------- | ------------- | ------------------- |
| 144          | Ubawareta kiroku! Sarubédži ó Mašira! 奪われた記録!サルベージ王マシラ!                        | bude oznámeno | 9. února 2003       |
| 145          | Kaibucu tódžó! Širohige ičimi ni wa te o dasu na 怪物登場!白ひげ一味には手を出すな            | bude oznámeno | 16. února 2003      |
| 146          | Jume o miru na! Azakeri no mači Mokku Taun! 夢を見るな!嘲りの街モックタウン!                  | bude oznámeno | 23. února 2003      |
| 147          | Kaizoku no takami! Jume o kataru otoko to kaitei šinsaku ó 海賊の高み!夢を語る男と海底探索王  | bude oznámeno | 9. března 2003      |
| 148          | Densecu no ičizoku! „Usocuki Nórando“ 伝説の一族!「うそつきノーランド」                       | bude oznámeno | 16. března 2003     |
| 149          | Kumo kadži ippai! Sausubádo o oe! 雲舵いっぱい!サウスバードを追え!                            | bude oznámeno | 23. března 2003     |
| 150          | Gensó wa kanawanai!? Beramí VS Sarujama rengó 幻想は叶わない!?ベラミーVS猿山連合              | bude oznámeno | 13. dubna 2003      |
| 151          | Ičioku no otoko! Sekai saikó kenrjoku to kaizoku Kurohige 一億の男!世界最高権力と海賊黒ひげ   | bude oznámeno | 20. dubna 2003      |
| 152          | Fune wa sora o juku! Cukiageru kairjú ni nore 船は空をゆく!突き上げる海流に乗れ               | bude oznámeno | 27. dubna 2003      |
| 153          | Koko wa sora no umi! Sora no kiši to tengoku no mon ここは空の海!空の騎士と天国の門           | bude oznámeno | 4. května 2003      |
| 154          | Kami no kuni Sukaipia! Kumo no nagisa no tenšitači 神の国スカイピア!雲の渚の天使たち          | bude oznámeno | 11. května 2003     |
| 155          | Kindan no seiči! Kami no sumi šima to ten no sabaki! 禁断の聖地!神の住む島と天の裁き!         | bude oznámeno | 18. května 2003     |
| 156          | Hajaku mo hanzaiša!? Sukaipia no hó no bandžin 早くも犯罪者!?スカイピアの法の番人             | bude oznámeno | 8. června 2003      |
| 157          | Daššucu naru ka!? Ugokihadžimeta kami no širen! 脱出なるか!?動きはじめた神の試練!             | bude oznámeno | 15. června 2003     |
| 158          | Raburí dóri no wana! Zennó naru Goddo Eneru ラブリー通りの罠!全能なる神エネル                 | bude oznámeno | 22. června 2003     |
| 159          | Susume Karasumaru! Ikenie no saidan o mezase すすめカラス丸!生贄の祭壇を目指せ                | bude oznámeno | 6. července 2003    |
| 160          | Seizonricu 10%! Mantora cukai no šinkan Satori! 生存率10%!心綱使いの神官サトリ!               | bude oznámeno | 13. července 2003   |
| 161          | „Tama no širen“ no kjói! Majoi no mori no šitó 「玉の試練」の脅威!迷いの森の死闘              | bude oznámeno | 20. července 2003   |
| 162          | Čoppá abunau ši! Moto kami VS šinkan Šura チョッパー危うし!元神VS神官シュラ                   | bude oznámeno | 3. srpna 2003       |
| 163          | Makafušigi! Himo no širen to koi no širen!? 摩訶不思議!紐の試練と恋の試練!?                   | bude oznámeno | 10. srpna 2003      |
| 164          | Šandora no tó o nobose! Senši Waipá シャンドラの灯を燈せ!戦士ワイパー                         | bude oznámeno | 17. srpna 2003      |
| 165          | Tenkú no ógonkjó Džaja! Mezase kami no jaširo! 天空の黄金卿ジャヤ!目指せ神の社!               | bude oznámeno | 24. srpna 2003      |
| 166          | Ógon zenja macuri! „Vásu“ e no omoi! 黄金前夜祭!「ヴァース」への想い!                         | bude oznámeno | 7. září 2003        |
| 167          | Goddo Eneru tódžó!! Ikinokori e no joake kjoku 神·エネル登場!!生き残りへの夜明曲              | bude oznámeno | 21. září 2003       |
| 168          | Kiba muku óhebi! Cui ni hadžimaru sabaibaru gému 牙むく大蛇!遂に始まる生き残り合戦            | bude oznámeno | 12. října 2003      |
| 169          | Sutemi no haigeki! „Senki“ Waipá no kakugo 捨身の排撃!!「戦鬼」ワイパーの覚悟                 | bude oznámeno | 19. října 2003      |
| 170          | Kúčú no gekisen! Kaizoku Zoro VS senši Burahamu 空中の激戦!海賊ゾロVS戦士ブラハム             | bude oznámeno | 19. října 2003      |
| 171          | Unaru nenšóhó!! Rufi vs senki Waipá 唸る燃焼砲!!ルフィVS戦鬼ワイパー闘                        | bude oznámeno | 26. října 2003      |
| 172          | Numa no širen! Čoppá VS šinkan Gedacu!! 沼の試練!チョッパーVS神官ゲダツ!!                     | bude oznámeno | 2. listopadu 2003   |
| 173          | Muteki no nórjoku! Akasareru Eneru no šótai 無敵の能力!明かされるエネルの正体                 | bude oznámeno | 9. listopadu 2003   |
| 174          | Maboroši no to! Júdai naru Šandora no iseki!! 幻の都!雄大なるシャンドラの遺跡!!               | bude oznámeno | 16. listopadu 2003  |
| 175          | Seisonricu 0%!! Čoppá VS šinkan Ómu 生存率0%!!チョッパーVS神官オーム                          | bude oznámeno | 21. prosince 2003   |
| 176          | Kjodai mame curu o nobore!! Džósó iseki no šitó 巨大豆蔓”を登れ!!上層遺跡の死闘               | bude oznámeno | 11. ledna 2004      |
| 177          | Tecu no širen no šinkoččó! Široibara desumačči!! 鉄の試練の真骨頂!白荊デスマッチ!!            | bude oznámeno | 18. ledna 2004      |
| 178          | Hotobaširu zangeki! Zoro VS šinkan Ómu!! ほとばしる斬撃!ゾロVS神官オーム!!                    | bude oznámeno | 25. ledna 2004      |
| 179          | Kuzure juku džósó iseki! Šúkjoku e no godžúsó!! 崩れゆく上層遺跡!終曲への五重奏!!             | bude oznámeno | 1. února 2004       |
| 180          | Kodai iseki no taikecu! Goddo Eneru no mokuteki 古代遺跡の対決!神·エネルの目的                | bude oznámeno | 8. února 2004       |
| 181          | Kagirinai daiči e no jabó hakobune Makušimu!! 限りない大地への野望方舟マクシム!!              | bude oznámeno | 15. února 2004      |
| 182          | Cui ni gekitocu! Kaizoku Rufi VS Goddo Eneru!! 遂に激突!海賊ルフィVS神·エネル!!               | bude oznámeno | 22. února 2004      |
| 183          | Makušimu udžó! Ugokihadžimeta Desupia!! マクシム浮上!動き始めたデスピア!!                     | bude oznámeno | 29. února 2004      |
| 184          | Rufi rakuka! Kami no sabaki to Nami no nozomi!! ルフィ落下!神の裁きとナミの望み!!             | bude oznámeno | 7. března 2004      |
| 185          | Mesameta futari! Moeru koi no kjúšucu zensen!! 目覚めた二人!燃える恋の救出前線!!              | bude oznámeno | 14. března 2004     |
| 186          | Zecubó e no kjósókjoku hakari kuru soradžima no šómecu!! 絶望への狂想曲迫り来る空島の消滅!!   | bude oznámeno | 21. března 2004     |
| 187          | Kane no oto no mičibiki! Daisenši to šinkenka no monogatari 鐘の音の導き!大戦士と探検家の物語 | bude oznámeno | 28. března 2004     |
| 188          | Džubaku kara no kaihó! Daisenši ga nagašita namida!! 呪縛からの解放!大戦士が流した涙!!        | bude oznámeno | 28. března 2004     |
| 189          | Eien no šinjú! Daikaigen ni hibiku čikai no kane 永遠の親友!大海原に響く誓いの鐘              | bude oznámeno | 4. dubna 2004       |
| 190          | Endžerušima šómecu! Raigó kórin no kjófu!! エンジェル島消滅!雷迎降臨の恐怖!!                  | bude oznámeno | 25. dubna 2004      |
| 191          | Kjodai mame curu o taose! Daššucu e no saigó no nozomi 巨大豆蔓を倒せ!脱出への最後の望み      | bude oznámeno | 2. května 2004      |
| 192          | Kami no kuni no kiseki! Tenši ni todoita šima no kasei 神の国の奇跡!天使に届いた島の歌声      | bude oznámeno | 9. května 2004      |
| 193          | Tatakai no šúen! Tóku hibiku hokori takaki gensókjoku 戦いの終焉!遠く響く誇り高き幻想曲       | bude oznámeno | 23. května 2004     |
| 194          | Ware koko ni itaru! Rekiši no honbun ga cumugu mono 我ここに至る!歴史の本文が紡ぐもの         | bude oznámeno | 6. června 2004      |
| 195          | Iza seikai e!! Omoi ga šibarinasu saišú gakušó いざ青海へ!!想いが織りなす最終楽章             | bude oznámeno | 13. června 2004     |

### Sedmá řada (2004–2005)
| Č. v seriálu | Původní název                                                                             | Český název   | Premiéra v Japonsku |
| ------------ | ----------------------------------------------------------------------------------------- | ------------- | ------------------- |
| 196          | Hidžó džitai hacumei! Akumei takaki kaizokusen sennjú! 非常事態発令!悪名高き海賊船潜入!   | bude oznámeno | 20. června 2004     |
| 197          | Rjórinin Sandži! Kaigun šokudó de šinka hakki! 料理人サンジ!海軍食堂で真価発揮!           | bude oznámeno | 4. července 2004    |
| 198          | Towareta Zoro to Čoppá kinkjú šittó! 囚われたゾロとチョッパー緊急執刀!                    | bude oznámeno | 11. července 2004   |
| 199          | Hakaru kaigun no sósamó! Towareta futarime! 迫る海軍の捜査網!囚われた二人目!              | bude oznámeno | 18. července 2004   |
| 200          | Kešši no Rufi to Sandži! Kúšucu daisakusen! 決死のルフィとサンジ!救出大作戦!              | bude oznámeno | 8. srpna 2004       |
| 201          | Necukecu tokubecu butai sansen! Buriddži kóbósen! 熱血特別部隊参戦!ブリッジ攻防戦!        | bude oznámeno | 5. září 2004        |
| 202          | Hóimó toppa! Dakkan Góingu Merí-gó 包囲網突破!奪還ゴーイングメリー号                      | bude oznámeno | 19. září 2004       |
| 203          | Kieta kaizokusen! Jósai kóbó dai 2 raundo 消えた海賊船!要塞攻防第2ラウンド                | bude oznámeno | 26. září 2004       |
| 204          | Ógon dakkan sakusen to Ueibá kaišú sakusen! 黄金奪還作戦とウエイバー回収作戦!             | bude oznámeno | 3. října 2004       |
| 205          | Ičimódadžin keikaku! Džonasan džišin no hisaku 一網打尽計画!ジョナサン自信の秘策          | bude oznámeno | 3. října 2004       |
| 206          | Saraba kaigun jósai! Daššucu e no saigó no kóbó さらば海軍要塞!脱出への最後の攻防         | bude oznámeno | 10. října 2004      |
| 207          | Rongu Ringu Rongu Rando no daibóken! ロングリングロングランドの大冒険!                    | bude oznámeno | 31. října 2004      |
| 208          | Fokuší kaizokudan to Débí Bakku! フォクシー海賊団とデービーバック!                        | bude oznámeno | 7. listopadu 2004   |
| 209          | Dai ikkaisen! Gururi iššú Dónacu résu 第一回戦!ぐるり一周ドーナツレース                   | bude oznámeno | 14. listopadu 2004  |
| 210          | Gingicune no Fokuší! Móretsu bógai kósei 銀ギツネのフォクシー!猛烈妨害攻勢                | bude oznámeno | 21. listopadu 2004  |
| 211          | Dai ni kaisen! Bučikome Gurokkí Ringu 第二回戦!ブチ込めグロッキーリング                   | bude oznámeno | 28. listopadu 2004  |
| 212          | Reddo kádo renpacu! Gurokkí Ringu レッドカード連発!グロッキーリング                       | bude oznámeno | 5. prosince 2004    |
| 213          | Daisan kaisen! Guruguru Rórá résu! 第三回戦!ぐるぐるローラーレース!                       | bude oznámeno | 12. prosince 2004   |
| 214          | Hakunecu bakusó résu! Saišú raundo tocunjú! 白熱爆走レース!最終ラウンド突入!              | bude oznámeno | 19. prosince 2004   |
| 215          | Unaru necukjú gókjú! Kaizoku doddžibóru! うなる熱球剛球! 海賊ドッジボール!                | bude oznámeno | 9. ledna 2005       |
| 216          | Dangai no kessen! Daruma-san ga koronda! 断崖の決戦!だるまさんがころんだ!                 | bude oznámeno | 9. ledna 2005       |
| 217          | Kjaputen taikecu! Saišúsen konbatto! キャプテン対決!最終戦コンバット!                     | bude oznámeno | 16. ledna 2005      |
| 218          | Zenkai noronoro kógeki vs fudžimi no Rufi 全開ノロノロ攻撃VS不死身のルフィ                | bude oznámeno | 23. ledna 2005      |
| 219          | Sózecu nettó konbatto! Unmei no saišú keččaku 壮絶熱闘コンバット!運命の最終決着           | bude oznámeno | 30. ledna 2005      |
| 220          | Ušinatta? Ubawareta? Omae wa dare da? 失った?奪われた?おまえはだれだ?                     | bude oznámeno | 6. února 2005       |
| 221          | Fude o daita nazo no šónen to Robin no suiri! 笛を抱いた謎の少年とロビンの推理!           | bude oznámeno | 13. února 2005      |
| 222          | Iza kioku o dakkan sejo! Kaizokudan šima ni džóriku いざ記憶を奪還せよ!海賊団島に上陸     | bude oznámeno | 20. února 2005      |
| 223          | Kiba o muku Zoro! Tačihadakatta jadžú! 牙をむくゾロ!立ちはだかった野獣!                   | bude oznámeno | 27. února 2005      |
| 224          | Honsei o arawašita kioku dorobó no saigo no gjakušú! 本性を現した記憶泥棒の最後の逆襲!    | bude oznámeno | 6. března 2005      |
| 225          | Hokori takaki otoko! Gingicune no Fokuší 誇り高き男!銀ギツネのフォクシー                  | bude oznámeno | 13. března 2005     |
| 226          | Mottomo muteki ni čikai jacu? To mottomo kiken na otoko! 最も無敵に近い奴?と最も危険な男! | bude oznámeno | 20. března 2005     |
| 227          | Kaigun honbu taišó Aokidži! Saikó senrjoku no kjói 海軍本部大将青キジ!最高戦力の脅威      | bude oznámeno | 27. března 2005     |
| 228          | Gomu to kóri no ikkiuči! Rufi VS Aokidži ゴムと氷の一騎打ち!ルフィVS青キジ                | bude oznámeno | 27. března 2005     |

### Osmá řada (2005–2006)
| Č. v seriálu | Původní název                                                                               | Český název   | Premiéra v Japonsku |
| ------------ | ------------------------------------------------------------------------------------------- | ------------- | ------------------- |
| 229          | Šissó umi rešša to mizu no mijako Uótá Sebun 疾走海列車と水の都ウォーターセブン             | bude oznámeno | 17. dubna 2005      |
| 230          | Suidžó toši no bóken! Mezase kjodai sósen kódžó 水上都市の冒険!目指せ巨大造船工場           | bude oznámeno | 24. dubna 2005      |
| 231          | Furankí ikka to Aisubágu-san フランキー一家とアイスバーグさん                               | bude oznámeno | 1. května 2005      |
| 232          | Garéra Kanpaní! Sókan ičiban dokku ガレーラカンパニー!壮観一番ドック                        | bude oznámeno | 15. května 2005     |
| 233          | Kaizoku júkai džiken to ši o macu dake no kaizokusen 海賊誘拐事件と死を待つだけの海賊船     | bude oznámeno | 22. května 2005     |
| 234          | Nakama kjúšucu! Nagarikomi Furankí Hausu 仲間救出!殴りこみフランキーハウス                  | bude oznámeno | 5. června 2005      |
| 235          | Gekka no dai kenka! Kanašimi ni hirugaeru kaizoku hata! 月下の大喧嘩!哀しみに翻る海賊旗!    | bude oznámeno | 12. června 2005     |
| 236          | Rufi vs Usoppu! Bucukaru otoko no idži ルフィvsウソップ!ぶつかる男の意地                    | bude oznámeno | 19. června 2005     |
| 237          | Gekišin mizu no mijako! Nerawareta Aisubágu 激震水の都!狙われたアイスバーグ                 | bude oznámeno | 3. července 2005    |
| 238          | Gomugomu ningen VS hi o fuku kaizó ningen ゴムゴム人間VS火を吹く改造人間                    | bude oznámeno | 10. července 2005   |
| 239          | Hannin wa mugiwara kaizokudan? Mizu no mijako no jódžinbó 犯人は麦わら海賊団?水の都の用心棒 | bude oznámeno | 31. července 2005   |
| 240          | Eien no wakare? Jami o hiku onna Niko Robin 永遠の別れ?闇を引く女ニコ·ロビン                | bude oznámeno | 7. srpna 2005       |
| 241          | Robin o cukamaero! Mugiwara ičimi no kecui ロビンを捕まえろ!麦わら一味の決意                | bude oznámeno | 14. srpna 2005      |
| 242          | Aizu wa hógeki to tomo ni! Ugokidašita CP9 合図は砲撃と共に!動き出したCP9                   | bude oznámeno | 21. srpna 2005      |
| 243          | Kamen o totta CP9! Sono odoroki no sugao 仮面を取ったCP9!その驚きの素顔                     | bude oznámeno | 4. září 2005        |
| 244          | Hisometa kizuna! Aisubágu to Furankí 秘めた絆!アイスバーグとフランキー                      | bude oznámeno | 11. září 2005       |
| 245          | Kaette koi Robin! CP9 to no taikecu! 帰って来いロビン!CP9との対決!                          | bude oznámeno | 18. září 2005       |
| 246          | Mugiwara kaizokudan zenmecu? Moderu hjó no kjói! 麦わら海賊団全滅?モデル豹の脅威!           | bude oznámeno | 23. října 2005      |
| 247          | Fune kara mo aisareta otoko! Usoppu no namida! 船からも愛された男!ウソップの涙!             | bude oznámeno | 30. října 2005      |
| 248          | Furankí no kako! Umi rešša ga hašitta hi フランキーの過去!海列車が走った日                  | bude oznámeno | 6. listopadu 2005   |
| 249          | Supandamu no inbó! Umi rešša ga ureta hi スパンダムの陰謀!海列車が揺れた日                  | bude oznámeno | 13. listopadu 2005  |
| 250          | Densecu no otoko no saigo! Umi rešša ga naita hi 伝説の男の最期!海列車が泣いた日            | bude oznámeno | 27. listopadu 2005  |
| 251          | Uragiri no šinsó! Robin no kanašiki kecui! 裏切りの真相!ロビンの哀しき決意!                 | bude oznámeno | 27. listopadu 2005  |
| 252          | Nakama o hikihanasu kiteki! Haširidasu umi rešša 仲間を引き離す汽笛!走り出す海列車          | bude oznámeno | 4. prosince 2005    |
| 253          | Sandži tocunjú! Araši no naka no umi rešša batoru! サンジ突入!嵐の中の海列車バトル!         | bude oznámeno | 11. prosince 2005   |
| 254          | Nami tamašii no sakebi! Mugiwara no Rufi fukukacu! ナミ魂の叫び!麦わらのルフィ復活!         | bude oznámeno | 22. ledna 2006      |
| 255          | Mó hitocu no umi rešša? Rokettoman šucugeki もう一つの海列車?ロケットマン出撃               | bude oznámeno | 29. ledna 2006      |
| 256          | Nakama o sukue! Kobuši ni čikatta teki dóši no kizuna! 仲間を救え!拳に誓った敵同士の絆!     | bude oznámeno | 5. února 2006       |
| 257          | Nami o sake! Rufi to Zoro no saikjó gattai waza 波を砕け!ルフィとゾロの最強合体技           | bude oznámeno | 26. února 2006      |
| 258          | Nazo no otoko tódžó!? Sono na wa Sogekingu! 謎の男登場!?その名はそげキング!                 | bude oznámeno | 5. března 2006      |
| 259          | Kokku taikecu! Sandži VS Rámen kenpó コック対決!サンジVSラーメン拳法                        | bude oznámeno | 12. března 2006     |
| 260          | Jane no ue no kettó! Furankí VS Nero 屋根の上の決闘!フランキーVSネロ                        | bude oznámeno | 19. března 2006     |
| 261          | Gekitocu! Onigiri Zoro VS funegiri T-Bón 激突!鬼斬りゾロVS船斬りTボーン                     | bude oznámeno | 2. dubna 2006       |
| 262          | Robin sódacusen! Sogekingu no kisaku!! ロビン争奪戦!そげキングの奇策!!                      | bude oznámeno | 16. dubna 2006      |
| 263          | Šihó no šima! Eniesu Robí no zenbó! 司法の島!エニエス·ロビーの全貌!                         | bude oznámeno | 30. dubna 2006      |

### Devátá řada (2006–2007)
| Č. v seriálu | Původní název                                                                                 | Český název   | Premiéra v Japonsku |
| ------------ | --------------------------------------------------------------------------------------------- | ------------- | ------------------- |
| 264          | Džóriku sakusen šidó! Mugiwara ičimi tocunjú se jo! 上陸作戦始動! 麦わら一味突入せよ!         | bude oznámeno | 21. května 2006     |
| 265          | Rufi kai šingeki! Šihó no šima de dai kessen!! ルフィ快進撃! 司法の島で大決戦!!               | bude oznámeno | 4. června 2006      |
| 266          | Kjodžinzoku to no kóbó! Dai 2 no mon o akero! 巨人族との攻防! 第2の門を開けろ!                | bude oznámeno | 11. června 2006     |
| 267          | Kacuro o hirake! Sora o tobu Rokettoman! 活路を開け! 空を飛ぶロケットマン!                    | bude oznámeno | 18. června 2006     |
| 268          | Rufi ni oicuke! Mugiwara ičimi sórjokusen ルフィに追いつけ! 麦わら一味総力戦                  | bude oznámeno | 25. června 2006     |
| 269          | Uragirareta Robin! Sekai seifu no omowaku! 裏切られたロビン! 世界政府の思惑!                  | bude oznámeno | 25. června 2006     |
| 270          | Robin o kaese! Rufi vs Burúno! ロビンを返せ! ルフィvsブルーノ!                                | bude oznámeno | 2. července 2006    |
| 271          | Tačidomaru na! Hangeki no noroši o agero! 立ち止まるな! 反撃の狼煙を上げろ!                   | bude oznámeno | 9. července 2006    |
| 272          | Rufi mokuzen! Saibanšomae hiroba e šúkecu se jo ルフィ目前! 裁判所前広場へ集結せよ            | bude oznámeno | 23. července 2006   |
| 273          | Subete wa nakama o mamoru tame ni! Gia Sekando hacudó! 全ては仲間を守る為に! ギア2発動!       | bude oznámeno | 30. července 2006   |
| 274          | Kotaero Robin! Mugiwara ičimi no sakebi!! 答えろロビン! 麦わら一味の叫び!!                    | bude oznámeno | 6. srpna 2006       |
| 275          | Robin no kako! Akuma to jobareta šódžo! ロビンの過去! 悪魔と呼ばれた少女!                     | bude oznámeno | 13. srpna 2006      |
| 276          | Šukumei no ojako! Sono haha no na wa Orubia! 宿命の母娘! その母の名はオルビア!                | bude oznámeno | 10. září 2006       |
| 277          | Ohara no higeki! Basutá Kóru no kjófu オハラの悲劇! バスターコールの恐怖                      | bude oznámeno | 24. září 2006       |
| 278          | Ikitai to ie! Oretači wa nakama da!! 生きたいと言え! オレ達は仲間だ!!                         | bude oznámeno | 24. září 2006       |
| 279          | Taki ni mukatte tobe! Rufi no omoi!! 滝に向かって飛べ! ルフィの想い!!                         | bude oznámeno | 1. října 2006       |
| 280          | Otoko no ikisama! Zoro no waza, Usoppu no jume 男の生き様! ゾロの業·ウソップの夢              | bude oznámeno | 8. října 2006       |
| 281          | Namida ga cumui da nakama no kizuna! Nami no sekai čizu 涙が紡いだ仲間の絆! ナミの世界地図    | bude oznámeno | 15. října 2006      |
| 282          | Wakare ga otoko o migaku! Sandži to Čoppá 別れが男を磨く! サンジとチョッパー                  | bude oznámeno | 22. října 2006      |
| 283          | Subete wa nakama no tame ni! Jami no naka no Robin! 全ては仲間の為に! 闇の中のロビン!         | bude oznámeno | 29. října 2006      |
| 284          | Sekkeizu wa watasanai! Furankí no kecudan 設計図は渡さない! フランキーの決断                  | bude oznámeno | 5. listopadu 2006   |
| 285          | Icucu no kage o ubae! Mugiwara ičimi tai CP9 5つの鍵を奪え! 麦わら一味対CP9                   | bude oznámeno | 12. listopadu 2006  |
| 286          | Akuma no mi no čikara! Kaku to Džabura daihenšin 悪魔の実の力! カクとジャブラ大変身           | bude oznámeno | 19. listopadu 2006  |
| 287          | Šin demo keran! Sandži otoko no kišidó! 死んでも蹴らん! サンジ男の騎士道!                     | bude oznámeno | 26. listopadu 2006  |
| 288          | Fukuró no gosan! Ore no kóra wa inoči no mizu フクロウの誤算! 俺のコーラは命の水              | bude oznámeno | 3. prosince 2006    |
| 289          | Zoro šinwaza sakurecu! Katana no na wa Sogekingu? ゾロ新技炸裂! 刀の名はそげキング?           | bude oznámeno | 10. prosince 2006   |
| 290          | Seigjo funó! Čoppá kindan no Ranburu 制御不能! チョッパー禁断のランブル                       | bude oznámeno | 17. prosince 2006   |
| 291          | Rufi ojabun futatabi! Jume ga aware ka tomikudži zódó ルフィ親分再び! 夢か現か富くじ騒動      | bude oznámeno | 24. prosince 2006   |
| 292          | Oširo de moči maki dai résu! Akai hana no inbó お城で餅まき大レース! 赤い鼻の陰謀             | bude oznámeno | 7. ledna 2007       |
| 293          | Awacukai Karifa! Nami ni hakaru sekken no wana 泡使いカリファ! ナミに迫る石鹸の罠             | bude oznámeno | 14. ledna 2007      |
| 294          | Hibikiwataru kjóhó! Hacudó Basutá Kóru! 響き渡る凶報! 発動バスターコール!                     | bude oznámeno | 21. ledna 2007      |
| 295          | Gonin no nami? Hangeki wa šinkiró to tomo ni! 5人のナミ? 反撃は蜃気楼とともに!                | bude oznámeno | 28. ledna 2007      |
| 296          | Nami no kecudan! Bósó Čoppá o ute! ナミの決断! 暴走チョッパーを撃て!                          | bude oznámeno | 4. února 2007       |
| 297          | Garibito Sandži tódžó? Usocuki ókami ni okuru banka 狩人サンジ登場!? 嘘つき狼に贈る挽歌       | bude oznámeno | 11. února 2007      |
| 298          | Šakunecu no keri! Sandži ašiwaza no Furukósu 灼熱の蹴り! サンジ足技のフルコース               | bude oznámeno | 25. února 2007      |
| 299          | Hakudžin no mógeki! Zoro tai Kaku kjóryoku sangeki taikecu 白刃の猛襲! ゾロ対カク強力斬撃対決 | bude oznámeno | 4. března 2007      |
| 300          | Kišin Zoro! Kihaku ga miseta ašura no kešin 鬼神ゾロ! 気迫が見せた阿修羅の化身                | bude oznámeno | 11. března 2007     |
| 301          | Supandamu kjógo! Šihó no tó ni tacu eijú スパンダム驚愕! 司法の塔に立つ英雄                   | bude oznámeno | 18. března 2007     |
| 302          | Robin kaihó! Rufi tai Ručči čódžó kessen ロビン解放! ルフィ対ルッチ頂上決戦                   | bude oznámeno | 25. března 2007     |
| 303          | Hannin wa Rufi ojabun? Kieta ózakura o oe 犯人はルフィ親分? 消えた大桜を追え                  | bude oznámeno | 1. dubna 2007       |
| 304          | Katenakja dare mo mamorenai! Gia Sando šidó 勝てなきゃ誰も守れない! ギア3始動                 | bude oznámeno | 8. dubna 2007       |
| 305          | Senricu no kako! Jami no seigi to Robu Ručči 戦慄の過去! 闇の正義とロブ·ルッチ                | bude oznámeno | 15. dubna 2007      |
| 306          | Maboroši no ningjo arawareru? Usure juku išiki no naka de 幻の人魚現る? 薄れゆく意識のなかで  | bude oznámeno | 22. dubna 2007      |
| 307          | Hóka ni šizumu šima! Furankí munen no sakebi 砲火に沈む島! フランキー無念の叫び               | bude oznámeno | 29. dubna 2007      |
| 308          | Rufi o mate! Tamerai no haši no šitó! ルフィを待て! ためらいの橋の死闘!                       | bude oznámeno | 6. května 2007      |
| 309          | Kobuši ni kometa omoi! Rufi konšin no gátoringu 拳に込めた想い! ルフィ渾身の銃乱打            | bude oznámeno | 13. května 2007     |
| 310          | Tomo, umi jori kuru! Mugiwara ičimi saikjó no kizuna 友, 海より来る! 麦わら一味最強の絆       | bude oznámeno | 20. května 2007     |
| 311          | Zen'in dai daššucu! Šóša no miči wa kaizoku no tame ni 全員大脱出! 勝者の道は海賊のために     | bude oznámeno | 27. května 2007     |
| 312          | Arigató Merí! Juki ni kemuru wakare no umi ありがとうメリー! 雪に煙る別れの海                 | bude oznámeno | 3. června 2007      |
| 313          | Jaburareta ansoku! Ai no kobuši o mocu kaigun čúdžó 破られた安息! 愛の拳を持つ海軍中将        | bude oznámeno | 10. června 2007     |
| 314          | Saikjó no kakei? Akasareta Rufi no čiči! 最強の家系? 明かされたルフィの父!                    | bude oznámeno | 17. června 2007     |
| 315          | Sono na wa šin sekai! Gurando Rain no jukue その名は新世界! 偉大なる航路の行方                | bude oznámeno | 24. června 2007     |
| 316          | Šankusu ugoku! Bósósuru džidai e no kusabi シャンクス動く! 暴走する時代への楔                 | bude oznámeno | 1. července 2007    |
| 317          | Jagara o sagasu šódžo! Mizu no mijako daisósasen! ヤガラを探す少女! 水の都大捜査線!           | bude oznámeno | 8. července 2007    |
| 318          | Haha wa cujoši! Zoro no Dotabata kadži tecudai 母は強し! ゾロのドタバタ家事手伝い             | bude oznámeno | 15. července 2007   |
| 319          | Sandži šógeki! Nazo no džii-san to hageuma rjóri サンジ衝撃! 謎の爺さんと激ウマ料理           | bude oznámeno | 22. července 2007   |
| 320          | Cui ni zen'in šókinkubi! Rokuoku koe no ičimi! ついに全員賞金首! 6億超えの一味!               | bude oznámeno | 19. srpna 2007      |
| 321          | Umi o nozomu hjakudžú no ó! Jume no fune dódó kansei! 海を臨む百獣の王! 夢の船堂々完成!       | bude oznámeno | 26. srpna 2007      |
| 322          | Saraba itošiki kobun-tači! Furankí tacu さらば愛しき子分達! フランキー発つ                    | bude oznámeno | 2. září 2007        |
| 323          | Šukkó mizu no mijako! Otoko Usoppu kettó no kedžime 出港水の都! 男ウソップ決闘のケジメ        | bude oznámeno | 9. září 2007        |
| 324          | Meguru tehaišo! Kokjó wa odoru fune wa susumu! めぐる手配書! 故郷は踊る 船は進む!             | bude oznámeno | 16. září 2007       |
| 325          | Saikjó no nórjoku! Ésu o osou Kurohige no jami 最凶の能力! エースを襲う黒ひげの闇             | bude oznámeno | 23. září 2007       |
| 326          | Nazo no kaizoku go ičigjó! Saní-gó to kikken na wana 謎の海賊ご一行!サニー号と危険な罠        | bude oznámeno | 14. října 2007      |
| 327          | Saní-gó pinči! Unare čósoku no himicu meka サニー号ピンチ!唸れ超速の秘密メカ                  | bude oznámeno | 21. října 2007      |
| 328          | Šinsekai ni šizumu jume! Šicui no kaizoku Pazúru 新世界に沈む夢!失意の海賊パズール            | bude oznámeno | 28. října 2007      |
| 329          | Osoi kuru šikaku-tači! Kóri ue daibatoru kaiši 襲い来る刺客たち!氷上大バトル開始              | bude oznámeno | 4. listopadu 2007   |
| 330          | Taikusen Mugiwara ičimi! Hata ni kakeru kaizokudamašii 大苦戦麦わら一味!旗にかける海賊魂      | bude oznámeno | 11. listopadu 2007  |
| 331          | Acukurušisa zenkai! Semaru futago no džirjoku pawá 暑苦しさ全開! 迫る双子の磁力パワー         | bude oznámeno | 18. listopadu 2007  |
| 332          | Daikóran no kan! Ikaru Don to toraware no ičimi 大混乱の館! 怒るドンと囚われの一味            | bude oznámeno | 25. listopadu 2007  |
| 333          | Fušičó futatabi! Tomo ni čikau kaizokuki no jume 不死鳥ふたたび! 友に誓う海賊旗の夢           | bude oznámeno | 2. prosince 2007    |
| 334          | Acu acu čókessen! Rufi vs šakurecu no Don アツアツ超決戦! ルフィvs灼熱のドン                  | bude oznámeno | 9. prosince 2007    |
| 335          | Šinsekai de macu! Isamašiki kaizoku to no wakare 新世界で待つ! 勇ましき海賊との別れ           | bude oznámeno | 16. prosince 2007   |
| 336          | Šucudó Čoppáman! Mamore nagisa no TV kjoku 出動チョッパーマン！守れ渚のＴＶ局                 | bude oznámeno | 23. prosince 2007   |

### Desátá řada (2008)
| Č. v seriálu | Původní název                                                                               | Český název   | Premiéra v Japonsku |
| ------------ | ------------------------------------------------------------------------------------------- | ------------- | ------------------- |
| 337          | Ma no umi tocunjú! Kiri ni ukabu nazo no gaikocu 魔の海突入! 霧に浮かぶ謎のガイコツ         | bude oznámeno | 6. ledna 2008       |
| 338          | Hito ni aeta jorokobi! Gaikocu šinši no šótai 人に逢えた喜び! ガイコツ紳士の正体            | bude oznámeno | 13. ledna 2008      |
| 339          | Kai genšó zokuzoku! Surirábáku džóriku 怪現象ぞくぞく! スリラーバーク上陸                   | bude oznámeno | 20. ledna 2008      |
| 340          | Tensai to jobareta otoko! Hogubakku arawaru! 天才と呼ばれた男! ホグバック現る!              | bude oznámeno | 27. ledna 2008      |
| 341          | Nami daipinči! Zonbi jašiki to tómei ningen ナミ大ピンチ! ゾンビ屋敷と透明人間              | bude oznámeno | 3. února 2008       |
| 342          | Zonbi no nazo! Akumu no Hogubakku kenkjúšo ゾンビの謎! 悪夢のホグバック研究所               | bude oznámeno | 10. února 2008      |
| 343          | Sono na wa Moria! Kage o nigiru daikaizoku no wana その名はモリア! 影を握る大海賊の罠       | bude oznámeno | 17. února 2008      |
| 344          | Zonbi songu no kjóen! Jóči no kane wa jami no oto ゾンビ歌の饗宴! 夜討ちの鐘は闇の音        | bude oznámeno | 24. února 2008      |
| 345          | Dóbucu ippai? Peróna no wandágáden 動物いっぱい? ペローナの不思議の庭                       | bude oznámeno | 2. března 2008      |
| 346          | Kieru Mugiwara ičimi! Arawareta nazo no kenši! 消える麦わら一味! 現れた謎の剣士!            | bude oznámeno | 9. března 2008      |
| 347          | Nokoru kišidó! Nami o mamoru uragiri zonbi 残る騎士道! ナミを守る裏切りゾンビ               | bude oznámeno | 16. března 2008     |
| 348          | Sora kara sandžó! Kenkjó hanauta wa ano otoko! 空から参上! 剣狭ハナウタはあの男!            | bude oznámeno | 23. března 2008     |
| 349          | Rufi kinkjúdžitai! Saikjó no kage no ikisaki! ルフィ緊急事態! 最強の影の行き先!             | bude oznámeno | 30. března 2008     |
| 350          | Madžin to jobareta senši!! Ózu fukkacu no toki 魔人と呼ばれた戦士!! オーズ復活の時          | bude oznámeno | 20. dubna 2008      |
| 351          | Gohjakunen buri no mezame!! Ózu kaigan!! 500年ぶりの目覚め!! オーズ開眼!!                   | bude oznámeno | 27. dubna 2008      |
| 352          | Šinnen no inočigoi!! Afuro o mamoru Burukku 信念の命乞い!! アフロを守るブルック             | bude oznámeno | 4. května 2008      |
| 353          | Otoko no čikai wa šinazu!! Tói sora de macu tomo e 男の誓いは死なず!! 遠い空で待つ友へ      | bude oznámeno | 11. května 2008     |
| 354          | Kanarazu ai ni iku!! Burukku to jakusoku no misaki 必ず会いに行く!! ブルックと約束の岬      | bude oznámeno | 18. května 2008     |
| 355          | Meši to Nami to kage!! Rufi ikari no daihangeki メシとナミと影!! ルフィ怒りの大反撃         | bude oznámeno | 25. května 2008     |
| 356          | Usoppu saikjó? Negateibu wa makasetoke ウソップ最強? ネガティブは任せとけ                   | bude oznámeno | 1. června 2008      |
| 357          | Dženeraru zonbi šunsecu!! Ózu wa bóken kibun!! 将軍ゾンビ瞬殺!! オーズは冒険気分!!          | bude oznámeno | 8. června 2008      |
| 358          | Honó no naito Sandži!! Keri cubuse icuwari no kjošiki 炎の騎士サンジ!! 蹴り潰せの偽り挙式   | bude oznámeno | 15. června 2008     |
| 359          | Suke suke no innen? Ubawareta Sandži no jume スケスケの因縁? 奪われたサンジの夢             | bude oznámeno | 22. června 2008     |
| 360          | Tasukete híró!! Teki wa fudžimi no purinsesu 助けて英雄!! 敵は不死身のプリンセス            | bude oznámeno | 29. června 2008     |
| 361          | Peróna kjófu!! Uso no U wa Usoppu no U ペローナ恐怖!! 嘘のウはウソップのウ                  | bude oznámeno | 6. července 2008    |
| 362          | Jane ni mau zangeki!! Keččaku Zoro VS Rjúma 屋根に舞う斬撃!! 決着ゾロVSリューマ             | bude oznámeno | 13. července 2008   |
| 363          | Čoppá gekido!! Hogubakku ma no idžucu チョッパー激怒!! ホグバック魔の医術                   | bude oznámeno | 20. července 2008   |
| 364          | Ózu hoeru!! Dete koi Mugiwara no ičimi オーズ吼える!! 出て来い麦わらの一味                  | bude oznámeno | 3. srpna 2008       |
| 365          | Teki wa Rufi!! Saikjó zonbi tai Mugiwara no ičimi 敵はルフィ!! 最強ゾンビ対麦わらの一味     | bude oznámeno | 10. srpna 2008      |
| 366          | Taorero Abusaromu!! Nami júdžó no raigeki!! 倒れろアブサロム!! ナミ友情の雷撃!!             | bude oznámeno | 17. srpna 2008      |
| 367          | Ubae daun!! Hissacu Mugiwara Dokkingu? 奪えダウン!! 必殺麦わらドッキング?                   | bude oznámeno | 24. srpna 2008      |
| 368          | Ašioto naki šúrai!! Nazo no bómonša: bókun Kuma 足音なき襲来!! 謎の訪問者•暴君くま          | bude oznámeno | 31. srpna 2008      |
| 369          | Ózu + Moria – čikara to zunó no saikjó gattai オーズ+モリア 力と頭脳の最強合体              | bude oznámeno | 7. září 2008        |
| 370          | Gjakuten e no hisaku – naitomea Rufi kenzan 逆転への秘策 ナイトメア•ルフィ見参              | bude oznámeno | 14. září 2008       |
| 371          | Kaimecu, Mugiwara ičimi – Kage kage no čikara zenkai 壊滅, 麦わら一味 カゲカゲの能力全開    | bude oznámeno | 21. září 2008       |
| 372          | Čózecu batoru sutáto! Rufi tai Rufi 超絶バトルスタート! ルフィVSルフィ                      | bude oznámeno | 28. září 2008       |
| 373          | Keččaku semaru! Tatakikome, todome no ičigeki 決着迫る! たたき込め, とどめの一撃            | bude oznámeno | 5. října 2008       |
| 374          | Karada ga kieru! Akumu no šima ni sasu asahi! 肉体が消える! 悪夢の島に射す朝日!             | bude oznámeno | 12. října 2008      |
| 375          | Owaranai kiki! Mugiwara ičimi massacu širei 終わらない危機! 麦わら一味抹殺指令              | bude oznámeno | 19. října 2008      |
| 376          | Subete o hadžiku Kuma no Nikju nikju no nórjoku すべてを弾くくまのニキュニキュの能力        | bude oznámeno | 9. listopadu 2008   |
| 377          | Nakama no itami wa waga itami – Zoro kešši no tatakai 仲間の痛みは我が痛みゾロ決死の戦い    | bude oznámeno | 16. listopadu 2008  |
| 378          | Tói hi no jakusoku – kaizoku no uta to čiisa na kudžira 遠い日の約束 海賊の唄と小さなクジラ | bude oznámeno | 23. listopadu 2008  |
| 379          | Burukku no kako – jóki na nakama kanašiki wakare ブルックの過去 陽気な仲間悲しき別れ        | bude oznámeno | 30. listopadu 2008  |
| 380          | Binkusu no sake – kako to ima o cunagu uta ビンクスの酒 過去と現在をつなぐ唄                | bude oznámeno | 7. prosince 2008    |
| 381          | Aratana nakama! Ongakka – hanauta no Burukku 新たな仲間! 音楽家·鼻唄のブルック              | bude oznámeno | 14. prosince 2008   |

### Jedenáctá řada (2008–2009)
| Č. v seriálu | Původní název                                                                              | Český název   | Premiéra v Japonsku |
| ------------ | ------------------------------------------------------------------------------------------ | ------------- | ------------------- |
| 382          | Noro noro no kjói – Gingicune no Fokuší futatabi ノロノロの脅威 銀狐のフォクシー再び       | bude oznámeno | 21. prosince 2008   |
| 383          | Otakara daisódacusen! Hókai! Supa Airando-gó お宝大争奪戦! 崩壊! スパアイランド号          | bude oznámeno | 28. prosince 2008   |
| 384          | Burukku daifuntó – šin no nakama e no miči kewaši? ブルック大奮闘 真の仲間への道険し?      | bude oznámeno | 11. ledna 2009      |
| 385          | Gurando Rain hanšú tótacu! Reddo Rain 偉大なる航路半周到達! 赤い土の大陸                   | bude oznámeno | 18. ledna 2009      |
| 386          | Mugiwara ičimi nikuši – tekkamen no Djubaru tódžó 麦わら一味憎し 鉄仮面のデュバル登場      | bude oznámeno | 25. ledna 2009      |
| 387          | Innen no saikai! Toraware no gjodžin o sukuidase 因縁の再会! 囚われの魚人を救い出せ        | bude oznámeno | 1. února 2009       |
| 388          | Higeki! Kamen ni kakusareta Djubaru no šindžicu 悲劇! 仮面に隠されたデュバルの真実         | bude oznámeno | 8. února 2009       |
| 389          | Sakurecu! Saní-gó no čóhimicu heiki Gaon hó 炸裂! サニー号の超秘密兵器ガオン砲             | bude oznámeno | 15. února 2009      |
| 390          | Gjodžintó o mokušišite džóriku – Šabondi šotó 魚人島を目指して上陸 シャボンディ諸島        | bude oznámeno | 22. února 2009      |
| 391          | Bógjaku! Šabondi no šihaiša tenrjúbito 暴虐! シャボンディの支配者天竜人                    | bude oznámeno | 1. března 2009      |
| 392          | Aratana raibaru šúkecu! Džúičinin no čóšinsei 新たなライバル集結! 11人の超新星             | bude oznámeno | 8. března 2009      |
| 393          | Hjóteki wa Keimí!! Semaru hitosarai-ja no mašu 標的はケイミー!! 迫る人攫い屋の魔手         | bude oznámeno | 15. března 2009     |
| 394          | Keimí o sukue - šotó ni nokoru ankoku no rekiši ケイミーを救え 諸島に残る暗黒の歴史        | bude oznámeno | 29. března 2009     |
| 395          | Taimu rimitto - hjúman ókušon kaimaku タイムリミット 人間オークション開幕                  | bude oznámeno | 5. dubna 2009       |
| 396          | Tekken sakurecu! Ókušon o buccubuse 鉄拳炸裂! オークションをぶっつぶせ                     | bude oznámeno | 12. dubna 2009      |
| 397          | Dai panikku! Ókušon kaidžó no šitó 大パニック! オークション会場の死闘                      | bude oznámeno | 19. dubna 2009      |
| 398          | Taišó kizaru ugoku! Sózen Šabondi šotó 大将黄猿動く! 騒然シャボンディ諸島                  | bude oznámeno | 26. dubna 2009      |
| 399          | Hóin ami o toppasejo! Kaigun VS sannin no senčó 包囲網を突破せよ! 海軍VS三人の船長         | bude oznámeno | 3. května 2009      |
| 400          | Rodžá to Reirí – kaizoku ó to sono migiude ロジャーとレイリー 海賊王とその右腕             | bude oznámeno | 10. května 2009     |
| 401          | Kaihi fukanó!? Taišó kizaru no kósoku no keri 回避不可能!? 大将黄猿の光速の蹴り            | bude oznámeno | 17. května 2009     |
| 402          | Attóteki! Kaigun no sentó heiki Pašifisuta 圧倒的! 海軍の戦闘兵器パシフィスタ              | bude oznámeno | 24. května 2009     |
| 403          | Saranaru kjóteki arawaru! Masakari kacuida Sentómaru さらなる強敵現る! 鉞かついだ戦桃丸    | bude oznámeno | 31. května 2009     |
| 404          | Taišó kizaru no mókó – Mugiwara ičimi zettaizecumei! 大将黄猿の猛攻 麦わら一味絶体絶命!    | bude oznámeno | 7. června 2009      |
| 405          | Kiesareta nakama-tači – Mugiwara ičimi saigo no hi 消された仲間たち 麦わら一味最後の日     | bude oznámeno | 14. června 2009     |
| 406          | Džidaigeki tokubecu hen – Rufi-ojabun futatabi kenzan 時代劇特別編 ルフィ親分再び見参      | bude oznámeno | 21. června 2009     |
| 407          | Džidaigeki tokubecu hen – jabure! Surirá šókai no wana 時代劇特別編 破れ! スリラー商会の罠 | bude oznámeno | 28. června 2009     |

### Dvanáctá řada (2009)
| Č. v seriálu | Původní název                                                                                      | Český název   | Premiéra v Japonsku |
| ------------ | -------------------------------------------------------------------------------------------------- | ------------- | ------------------- |
| 408          | Džóriku! Danši kinsei no šima Amazon Rirí 上陸! 男子禁制の島アマゾン·リリー                        | bude oznámeno | 5. července 2009    |
| 409          | Isoge! Nakama no moto e – njógašima no bóken 急げ! 仲間のもとへ 女ヶ島の冒険                       | bude oznámeno | 12. července 2009   |
| 410          | Minna meromero! Kaizoku džotei Hankokku みんなメロメロ! 海賊女帝ハンコック                         | bude oznámeno | 19. července 2009   |
| 411          | Senaka ni kakusareta himicu – sógú Rufi to hebihime 背中に隠された秘密 遭遇ルフィと蛇姫            | bude oznámeno | 2. srpna 2009       |
| 412          | Hidžó no sabaki! Iši ni sareta Mágaretto!! 非情の裁き! 石にされたマーガレット!!                    | bude oznámeno | 9. srpna 2009       |
| 413          | Rufi daikusen! Hebi šimai no haki no čikara!! ルフィ第苦戦! ヘビ姉妹の覇気の力!!                   | bude oznámeno | 16. srpna 2009      |
| 414          | Nórjoku zenkai batoru!! Gomu gomu VS Hebi hebi 能力全開バトル!! ゴムゴムVSヘビヘビ                 | bude oznámeno | 23. srpna 2009      |
| 415          | Hankokku no kokuhaku – šimai no imawašiki kako ハンコックの告白 姉妹の忌まわしき過去               | bude oznámeno | 30. srpna 2009      |
| 416          | Ésu o sukue! Arata na mokutekiči wa daikangoku エースを救え! 新たな目的地は大監獄                  | bude oznámeno | 6. září 2009        |
| 417          | Koi wa harikén! Meromero Hankokku 恋はハリケーン! メロメロハンコック                               | bude oznámeno | 13. září 2009       |
| 418          | Nakama-tači no jukue – tenkó no kagaku to karakurišima 仲間達の行方 天候の科学とからくり島         | bude oznámeno | 20. září 2009       |
| 419          | Nakama-tači no jukue – kjódori no šima to momoiro no rakuen! 仲間達の行方 巨鳥の島と桃色の楽園!    | bude oznámeno | 27. září 2009       |
| 420          | Nakama-tači no jukue – šima o cunagu haši to šokudžin šokubucu 仲間達の行方 島をつなぐ橋と食人植物 | bude oznámeno | 4. října 2009       |
| 421          | Nakama-tači no jukue – negatibu purinsesu to akumaó 仲間達の行方 ネガティブ王女と悪魔王            | bude oznámeno | 11. října 2009      |

### Třináctá řada (2009–2010)
| Č. v seriálu | Původní název                                                                                   | Český název   | Premiéra v Japonsku |
| ------------ | ----------------------------------------------------------------------------------------------- | ------------- | ------------------- |
| 422          | Kešši no sennjú! Kaitei kangoku Inperu Daun 決死の潜入! 海底監獄インペルダウン                  | bude oznámeno | 18. října 2009      |
| 423          | Džigoku de saikai!? Bara bara no mi no nórjokuša! 地獄で再会!? バラバラの実の実力者!            | bude oznámeno | 25. října 2009      |
| 424          | Jabure! Guren džigoku – Bagí no dohade daisakusen 破れ! 紅蓮地獄 バギーのド派手大作戦           | bude oznámeno | 1. listopadu 2009   |
| 425          | Kangoku saikjó no otoko! Doku ningen Mazeran tódžó 監獄最強の男! 毒人間マゼラン登場             | bude oznámeno | 8. listopadu 2009   |
| 426          | Eiga rendó supešaru – ugokidasu kindžiši no jabó 映画連動特別編 動き出す金獅子の野望            | bude oznámeno | 15. listopadu 2009  |
| 427          | Eiga rendó supešaru – nerawareta Ritoru Ísuto Burú 映画連動特別編 狙われた小さな東の海          | bude oznámeno | 22. listopadu 2009  |
| 428          | Eiga rendó supešaru – Amígo kaizoku-dan no mókó 映画連動特別編 アミーゴ海賊団の猛攻             | bude oznámeno | 29. listopadu 2009  |
| 429          | Eiga rendó supešaru – kessen! Rufi VS Rarugo 映画連動特別編 決戦! ルフィVSラルゴ                | bude oznámeno | 6. prosince 2009    |
| 430          | Toraware no óka šičibukai! Kaikjó no Džinbé 囚われの王下七武海! 海侠のジンベエ                  | bude oznámeno | 13. prosince 2009   |
| 431          | Róbančó Sarudesu no wana – LV.3 kiga džigoku 牢番長サルデスの罠 LV.3飢餓地獄                    | bude oznámeno | 20. prosince 2009   |
| 432          | Tokihanatareta suwan! Saikai! Bon Kuré 解き放たれた白鳥! 再会! ボン・クレー                     | bude oznámeno | 27. prosince 2009   |
| 433          | Šočó Mazeran ugoku – kansei! Mugiwara hóimó 署長マゼラン動く 完成! 麦わら包囲網                 | bude oznámeno | 10. ledna 2010      |
| 434          | Zensenrjoku šúkecu! LV4 – šónecu džigoku no kessen 全戦力集結！ LV4·焦熱地獄の決戦              | bude oznámeno | 17. ledna 2010      |
| 435          | Mazeran cujoši! Bon Kuré tekizen tóbó マゼラン強し! ボン・クレー敵前逃亡                        | bude oznámeno | 24. ledna 2010      |
| 436          | Šijú kessu! Sutemi no Rufi saigo no ičigeki 雌雄決す! 捨て身のルフィ最後の一撃                  | bude oznámeno | 31. ledna 2010      |
| 437          | Tomodači dakara – Bon Kuré kešši no kjúšucugjó 友達だから ボン・クレー決死の救出行              | bude oznámeno | 7. února 2010       |
| 438          | Džigoku ni rakuen! Inperu Daun LV5.5 地獄に楽園! インペルダウン LV5.5                           | bude oznámeno | 14. února 2010      |
| 439          | Rufi čirjó kaiši! Iwa-san kiseki no čikara ルフィ治療開始! イワさん奇跡の能力                   | bude oznámeno | 21. února 2010      |
| 440          | Kiseki o šindžite! Bon Kuré tamašii no seien 奇跡を信じて! ボン・クレー魂の声援                 | bude oznámeno | 28. února 2010      |
| 441          | Rufi fukkacu! Iwa-san dacugoku keikaku šidó!! ルフィ復活! イワさん脱獄計画始動!!                | bude oznámeno | 7. března 2010      |
| 442          | Ésu gosó kaiši – saikasó LV6 no kóbóǃ エース護送開始 最下層ＬＶ６の攻防!                        | bude oznámeno | 14. března 2010     |
| 443          | Saikjó čímu kessei – šinkan! Inperu Daun 最強チーム結成 震撼! インペルダウン                    | bude oznámeno | 21. března 2010     |
| 444          | Saranaru konran! Kurohige Tíči šúrai! さらなる混乱! 黒ひげ・ティーチ襲来!                       | bude oznámeno | 28. března 2010     |
| 445          | Kiken na deai! Kurohige to ame no Širjú 危険な出会い！黒ひげと雨のシリュウ                      | bude oznámeno | 4. dubna 2010       |
| 446          | Idži demo taorenu! Honki no Hannjabaru 意地でも倒れぬ！本気のハンニャバル                       | bude oznámeno | 11. dubna 2010      |
| 447          | Ikari no JET pisutoru – Rufi vs Kurohige 怒りのJETピストル ルフィvs黒ヒゲ                       | bude oznámeno | 18. dubna 2010      |
| 448          | Mazeran o tomero! Iwa-san ógi sakurecu マゼランを止めろ！イワさん奥義炸裂                       | bude oznámeno | 25. dubna 2010      |
| 449          | Mazeran no kisaku! Habamareta dacugoku sakusen マゼランの奇策！はばまれた脱獄計画               | bude oznámeno | 2. května 2010      |
| 450          | Dacugoku čímu zettaizecumei – kindžite „Benomu démon“ 脱獄チーム絶体絶命 禁じ手"毒の巨兵"       | bude oznámeno | 9. května 2010      |
| 451          | Okose saigo no kiseki – seigi no mon o toppasejo 起こせ最後の奇跡 正義の門を突破せよ            | bude oznámeno | 16. května 2010     |
| 452          | Mezase kaigun honbu – Ésu kjúšucu e no funadeǃ 目指せ海軍本部 エース救出への船出!               | bude oznámeno | 23. května 2010     |
| 453          | Nakama-tači no jukue – Wezaria ripóto to saibógu animaru 仲間達の行方 空島リポートと改造動物    | bude oznámeno | 30. května 2010     |
| 454          | Nakama-tači no jukue – kjočó no hina to momoiro no taikecu 仲間達の行方 巨鳥のヒナと桃色の対決  | bude oznámeno | 6. června 2010      |
| 455          | Nakama-tači no jukue – kakumeigun to bóšoku no mori no wana! 仲間達の行方 革命軍と暴食の森の罠! | bude oznámeno | 13. června 2010     |
| 456          | Nakama-tači no jukue – kjodai no hakadžiruši to pancu no on 仲間達の行方 巨大の墓標とパンツの恩 | bude oznámeno | 20. června 2010     |
| 457          | Marinfódo čokuzen kaisó supešaru – kjódai no čikai! 海軍本部直前回想特別編 兄弟の誓い!          | bude oznámeno | 27. června 2010     |
| 458          | Marinfódo čokuzen kaisó supešaru – šúkecu! San taišó 海軍本部直前回想特別編 集結! 三大将        | bude oznámeno | 11. července 2010   |

### Čtrnáctá řada (2010–2011)
| Č. v seriálu | Původní název                                                                                      | Český název   | Premiéra v Japonsku |
| ------------ | -------------------------------------------------------------------------------------------------- | ------------- | ------------------- |
| 459          | Kessen no toki semaru! Kaigun saikjó no fudžin kansei! 決戦の刻迫る! 海軍最強の布陣完成!           | bude oznámeno | 18. července 2010   |
| 460          | Kjodai kantai arawaru – šúrai! Širohige kaizoku-dan 巨大艦隊あらわる 襲来! 白ひげ海賊団            | bude oznámeno | 1. srpna 2010       |
| 461          | Kessen no makuake! Ésu to Širohige no kako 決戦の幕開け! エースと白ひげの過去                      | bude oznámeno | 8. srpna 2010       |
| 462          | Sekai o horobosu čikara! Gura gura no mi no nórjoku 世界を滅ぼす力! グラグラの実の能力             | bude oznámeno | 15. srpna 2010      |
| 463          | Subete o jakicukusu!! Taišó Akainu no čikara! すべてを焼き尽くす!! 大将赤犬の能力!                 | bude oznámeno | 22. srpna 2010      |
| 464          | Madžin no šison! Ritoru Ózu Jr. bakušin! 魔人の子孫! リトルオーズJr.驀進！                         | bude oznámeno | 29. srpna 2010      |
| 465          | Šóša dake ga seigi – hacudó! Sengoku no sakusen 勝者だけが正義 発動! センゴクの作戦                | bude oznámeno | 5. září 2010        |
| 466          | Mugiwara čímu tóčaku – fúunkjú o cugeru sendžó 麦わらチーム到着 風雲急を告げる戦場                 | bude oznámeno | 12. září 2010       |
| 467          | Šindemo tasukeru – Rufi VS kaigun batoru sutáto 死んでも助ける ルフィVS海軍戦闘開始                | bude oznámeno | 19. září 2010       |
| 468          | Gekisen no renzoku! Nórjokuša gundan VS nórjokuša gundan 激戦の連続! 能力者軍団VS能力者軍団        | bude oznámeno | 26. září 2010       |
| 469          | Kuma ni okita ihen – Iwa-san ikari no ičigeki クマに起きた異変 イワさん怒りの一撃                  | bude oznámeno | 3. října 2010       |
| 470          | Kengó Mihóku – Rufi ni semaru kokutó no zangeki 剣豪ミホーク ルフィに迫る黒刀の斬撃                | bude oznámeno | 10. října 2010      |
| 471          | Senmecu sakusen šidó – Pašifisuta gundan no irjoku 殲滅作戦始動 パシフィスタ軍団の威力             | bude oznámeno | 17. října 2010      |
| 472          | Akainu no bórjaku! Otošiirerareta Širohige 赤犬の謀略! おとしいれられた白ひげ                      | bude oznámeno | 24. října 2010      |
| 473          | Hói sakusen sadó! Širohige kaizoku-dan zettaizecumei!! 包囲壁作動! 白ひげ海賊団絶体絶命!!          | bude oznámeno | 31. října 2010      |
| 474          | Šokei šikkó meirei kudaru – hóiheki o toppasejo! 処刑執行命令下る 包囲壁を突破せよ!                | bude oznámeno | 7. listopadu 2010   |
| 475          | Saišú kjokumen tocunjú! Širohige kišikaisei no itte 最終局面突入! 白ひげ起死回生の一手             | bude oznámeno | 14. listopadu 2010  |
| 476          | Rufi čikaracuku! Orisu hiroba no sórjokusen!! ルフィ力尽く! オリス広場の総力戦!!                   | bude oznámeno | 21. listopadu 2010  |
| 477          | Inoči o kezuru čikara – tenšon horumon futatabi 命を削る力 テンション・ホルモン再び                | bude oznámeno | 28. listopadu 2010  |
| 478          | Jakusoku no tame ni!! Gekitocu! Rufi to Kobí 約束のために!! 激突! ルフィとコビー                   | bude oznámeno | 5. prosince 2010    |
| 479          | Šokeidai mokuzen! Hirakareta Ésu e no miči!! 処刑台目前! 開かれたエースへの道!!                    | bude oznámeno | 12. prosince 2010   |
| 480          | Sorezore no eranda miči – Rufi VS Gápu! それぞれの選んだ道 ルフィVSガープ!                         | bude oznámeno | 19. prosince 2010   |
| 481          | Ésu kjúšucu! Širohige saigo no senčó meirei! エース救出! 白ひげ最後の船長命令!                     | bude oznámeno | 26. prosince 2010   |
| 482          | Hi o mo jakicukusu čikara – Akainu hidžó no cuigeki 火をも焼き尽くす能力 赤犬非情の追撃            | bude oznámeno | 9. ledna 2011       |
| 483          | Kotae o sagašite – hiken no Ésu sendžó ni šisu 答えを探して 火拳のエース戦場に死す                 | bude oznámeno | 16. ledna 2011      |
| 484          | Kaigun honbu hókai! Širohige kotobanaki ikari! 海軍本部崩壊! 白ひげ言葉なき怒り!                   | bude oznámeno | 23. ledna 2011      |
| 485          | Kedžime o cukeru – Širohige VS Kurohige kaizoku-dan ケジメをつける 白ひげVS黒ひげ海賊団            | bude oznámeno | 30. ledna 2011      |
| 486          | Šó no kaimaku – akasareta Kurohige no takurami ショーの開幕 明かされた黒ひげの企み                 | bude oznámeno | 6. února 2011       |
| 487          | Akainu no šúnen! Rufi o osou maguma no kobuši 赤犬の執念! ルフィを襲うマグマの拳                   | bude oznámeno | 13. února 2011      |
| 488          | Hišši no sakebi – unmei o kaeru júki aru súbjó 必死の叫び 運命を変える勇気ある数秒                 | bude oznámeno | 20. února 2011      |
| 489          | Šankusu kenzan! Čódžó sensó cuini šúkecu シャンクス見参! 頂上戦争ついに終結                        | bude oznámeno | 6. března 2011      |
| 490          | Gun'júkakkjosu! „Atarašii džidai“ no hadžimari! 群雄割拠す! "新しい時代"の始まり!                  | bude oznámeno | 20. března 2011     |
| 491          | Njógašima džóriku – Rufi o semeru kakoku na gendžicu 女ヶ島上陸 ルフィを責める過酷な現実           | bude oznámeno | 27. března 2011     |
| 492          | Saikjó taggu! Funtó, Rufi to Toriko! 最強タッグ! 奮闘、ルフィとトリコ!                             | bude oznámeno | 3. dubna 2011       |
| 493          | Rufi to Ésu – kjódai no deai no monogatari! ルフィとエース 兄弟の出会いの物語!                     | bude oznámeno | 10. dubna 2011      |
| 494          | Sabo tódžó! Gurei táminaru no šónen サボ登場! 不確かな物の終着駅の少年                             | bude oznámeno | 17. dubna 2011      |
| 495          | Ore wa nigenai – Ésu kešši no kjúšucu sakusen おれは逃げない エース決死の救出作戦                  | bude oznámeno | 24. dubna 2011      |
| 496          | Icuka umi e! San'nin no akudó čikai no sakazuki! いつか海へ! 三人の悪童ちかいの盃!                 | bude oznámeno | 1. května 2011      |
| 497          | Dadan ikka to no wakare!? Kansei! Himicu kiči ダダン一家との別れ!? 完成! 秘密基地                  | bude oznámeno | 8. května 2011      |
| 498          | Rufi deši-iri!? Kaizoku-ó to tatakatta otoko! ルフィ弟子入り!? 海賊王と戦った男!                   | bude oznámeno | 15. května 2011     |
| 499          | Ótora to no kessen! Senčó ni naru no wa dare da! 大虎との決戦! 船長になるのは誰だ!                 | bude oznámeno | 22. května 2011     |
| 500          | Ubawareta džijú! Sankjódai ni semaru kizoku no wana 奪われた自由! 三兄弟に迫る貴族の罠             | bude oznámeno | 29. května 2011     |
| 501          | Hanatareta honó – Gurei Táminaru no kiki 放たれた炎 グレイ・ターミナルの危機                       | bude oznámeno | 5. června 2011      |
| 502          | Džijú wa doko ni aru? Šónen no kanašiki funade 自由はどこにある? 少年の悲しき船出                  | bude oznámeno | 12. června 2011     |
| 503          | Jorošiku tanomu! Kjódai kara todoita tegami! よろしく頼む! 兄弟から届いた手紙!                     | bude oznámeno | 19. června 2011     |
| 504          | Jakusoku o hatasu tame – sorezore no tabidači! 約束を果たすため それぞれの旅立ち!                  | bude oznámeno | 26. června 2011     |
| 505          | Aicura ni aité! Rufi namida no sakebi あいつらに会いてェ! ルフィ涙の叫び                           | bude oznámeno | 3. července 2011    |
| 506          | Mugiwara no ičimi gekišin! Motarasareta kjóhó 麦わらの一味激震! もたらされた凶報                   | bude oznámeno | 10. července 2011   |
| 507          | Meió Reirí to no saikai – Rufi kecudan no toki 冥王レイリーとの再会 ルフィ決断の時                 | bude oznámeno | 17. července 2011   |
| 508          | Senčó no moto e – soradžima no dacugoku to fujudžima no džiken 船長のもとへ 空島の脱獄と冬島の事件 | bude oznámeno | 31. července 2011   |
| 509          | Seššoku! Daikengó Mihóku – Zoro idži no šitó 接触! 大剣豪ミホーク ゾロ意地の死闘                   | bude oznámeno | 7. srpna 2011       |
| 510          | Sandži no džunan – ókoku e to kikanšita džoó! サンジの受難 王国へと帰還した女王!                   | bude oznámeno | 14. srpna 2011      |
| 511          | Masaka no saidžóriku! Rufi Marinfódo e! まさかの再上陸! ルフィ海軍本部へ!                          | bude oznámeno | 21. srpna 2011      |
| 512          | Nakama ni todoke – kakemeguru dai-njúsu! 仲間に届け かけめぐる大ニュース!                          | bude oznámeno | 28. srpna 2011      |
| 513          | Ugokidasu kaizoku-tači! Kjótendóči no šinsekai 動き出す海賊たち! 驚天動地の新世界                  | bude oznámeno | 4. září 2011        |
| 514          | Džigoku o ikinuke – Sandži otoko o kaketa šóbu 地獄を生き抜け サンジ男をかけた勝負                 | bude oznámeno | 11. září 2011       |
| 515          | Madamada cujoku naru! Zoro senčó e no čikai まだまだ強くなる! ゾロ船長への誓い                     | bude oznámeno | 18. září 2011       |
| 516          | Rufi šugjó kaiši – ninengo ni jakusoku no bašo de ルフィ修行開始 2年後に約束の場所で               | bude oznámeno | 25. září 2011       |

### Patnáctá řada (2011–2012)
| Č. v seriálu | Původní název                                                               | Český název   | Premiéra v Japonsku |
| ------------ | --------------------------------------------------------------------------- | ------------- | ------------------- |
| 517          | Šinšó kaimaku – saišúkecu! Mugiwara no ičimi 新章開幕 再集結! 麦わらの一味  | bude oznámeno | 2. října 2011       |
| 518          | Iššoku sokuhacu! Luffy tai Nise-Rufi 一触即発! ルフィVSニセルフィ           | bude oznámeno | 9. října 2011       |
| 519          | Kaigun šucudó – nerawareta Mugiwara no ičimi 海軍出動 狙われた麦わらの一味  | bude oznámeno | 16. října 2011      |
| 520          | Ómono šúkecu – Nise Mugiwara ičimi no kjói 大物集結 ニセ麦わら一味の脅威    | bude oznámeno | 23. října 2011      |
| 521          | Sentó kaiši! Misero šugjó no seika! 戦闘開始! 見せろ修行の成果!             | bude oznámeno | 30. října 2011      |
| 522          | Zen'in šúgó – Rufi šinsekai e no funade 全員集合 ルフィ新世界への船出       | bude oznámeno | 6. listopadu 2011   |
| 523          | Kjógaku no šindžicu – Saní-gó o mamotta otoko 驚愕の真実 サニー号を守った男 | bude oznámeno | 13. listopadu 2011  |
| 524          | Kaičú no šitó – arawareta óunabara no akuma 海中の死闘 現れた大海原の悪魔   | bude oznámeno | 20. listopadu 2011  |
| 525          | Šinkai de sónan – hagureta Mugiwara no ičimi 深海で遭難 逸れた麦わらの一味  | bude oznámeno | 27. listopadu 2011  |
| 526          | Kaitei kazan funka! Nagasarete gjodžin-tó 海底火山噴火! 流されて魚人島      | bude oznámeno | 4. prosince 2011    |
| 527          | Gjodžin-tó džóriku - uruwašiki ningjo-tači 魚人島上陸 うるわしき人魚たち    | bude oznámeno | 11. prosince 2011   |
| 528          | Kófun bakuhacu! Sandži seimei no kiki! 興奮爆発! サンジ生命の危機!          | bude oznámeno | 18. prosince 2011   |
| 529          | Gjodžin-tó mecubó!? Šárí no jogen 魚人島滅亡!? シャーリーの予言             | bude oznámeno | 25. prosince 2011   |
| 530          | Gjodžin-tó no ó - kaišin Nepučún! 魚人島の王 海神ネプチューン!              | bude oznámeno | 8. ledna 2012       |
| 531          | Rjúgú-džó! Tasuketa same ni curerarete 竜宮城! 助けた鮫に連れられて         | bude oznámeno | 15. ledna 2012      |
| 532          | Jowamuši de nakimuši! Kókakutó no ningjo-hime 弱虫で泣き虫! 硬殻塔の人魚姫  | bude oznámeno | 22. ledna 2012      |
| 533          | Kinkjú džitai hassei - senkjosareta Rjúgú-džó 緊急事態発生 占拠された竜宮城 | bude oznámeno | 29. ledna 2012      |
| 534          | Rjúgú-džó gekišin! Širahoši júkai džiken 竜宮城激震! しらほし誘拐事件       | bude oznámeno | 5. února 2012       |
| 535          | Hódi šúrai - fukušú keikaku no hadžimari ホーディ襲来 復讐計画の始まり      | bude oznámeno | 12. února 2012      |
| 536          | Rjúgú-džó no kessen! Zoro tai Hódi 竜宮城の決戦! ゾロVSホーディ             | bude oznámeno | 19. února 2012      |
| 537          | Širahoši o mamore - Dekken no cuigeki しらほしを守れ デッケンの追撃         | bude oznámeno | 26. února 2012      |
| 538          | Ičimi haiboku!? Hódi Rjúgú-džó seiacu 一味敗北!? ホーディ竜宮城制圧         | bude oznámeno | 4. března 2012      |
| 539          | Jomigaeru in'nen! Nami to gjodžin kaizoku-dan! 蘇る因縁! ナミと魚人海賊団!  | bude oznámeno | 18. března 2012     |
| 540          | Dorei kaihó no eijú - bókenka Taigá 奴隷解放の英雄 冒険家タイガー           | bude oznámeno | 25. března 2012     |
| 541          | Kizaru tódžó! Taigá o nerau wana! 黄猿登場! タイガーを狙う罠!               | bude oznámeno | 1. dubna 2012       |
| 542          | Čímu kessei! Čoppá o sukue チーム結成! チョッパーを救え                     | bude oznámeno | 8. dubna 2012       |
| 543          | Eijú no saigo - Taigá šógeki no šindžicu 英雄の最期 タイガー衝撃の真実      | bude oznámeno | 15. dubna 2012      |
| 544          | Kaizokudan bunrecu - Džinbé tai Áron 海賊団分裂 ジンベエVSアーロン          | bude oznámeno | 22. dubna 2012      |
| 545          | Jureru gjodžin-tó! Hjóčakušita tenrjúbito 揺れる魚人島! 漂着した天竜人      | bude oznámeno | 29. dubna 2012      |
| 546          | Tocuzen no higeki! Mirai o tozasu kjódan 突然の悲劇! 未来を閉ざす凶弾       | bude oznámeno | 6. května 2012      |
| 547          | Futatabi genzai e! Ugokidasu Hódi 再び現在へ! 動き出すホーディ              | bude oznámeno | 13. května 2012     |
| 548          | Ókoku gekišin - Nepučún šokei širei 王国激震 ネプチューン処刑指令           | bude oznámeno | 20. května 2012     |
| 549          | Šódžita kirecu! Rufi tai Džinbé 生じた亀裂! ルフィVSジンベエ                | bude oznámeno | 27. května 2012     |
| 550          | Šinšó kaimaku – saišúkecu! Mugiwara no ičimi 新章開幕 再集結! 麦わらの一味  | bude oznámeno | 3. června 2012      |
| 551          | Šinšó kaimaku – saišúkecu! Mugiwara no ičimi 新章開幕 再集結! 麦わらの一味  | bude oznámeno | 10. června 2012     |
| 552          | Šinšó kaimaku – saišúkecu! Mugiwara no ičimi 新章開幕 再集結! 麦わらの一味  | bude oznámeno | 17. června 2012     |
| 553          | Šinšó kaimaku – saišúkecu! Mugiwara no ičimi 新章開幕 再集結! 麦わらの一味  | bude oznámeno | 24. června 2012     |
| 554          | Šinšó kaimaku – saišúkecu! Mugiwara no ičimi 新章開幕 再集結! 麦わらの一味  | bude oznámeno | 1. července 2012    |
| 555          | Šinšó kaimaku – saišúkecu! Mugiwara no ičimi 新章開幕 再集結! 麦わらの一味  | bude oznámeno | 8. července 2012    |
| 556          | Šinšó kaimaku – saišúkecu! Mugiwara no ičimi 新章開幕 再集結! 麦わらの一味  | bude oznámeno | 15. července 2012   |
| 557          | Šinšó kaimaku – saišúkecu! Mugiwara no ičimi 新章開幕 再集結! 麦わらの一味  | bude oznámeno | 29. července 2012   |
| 558          | Šinšó kaimaku – saišúkecu! Mugiwara no ičimi 新章開幕 再集結! 麦わらの一味  | bude oznámeno | 5. srpna 2012       |
| 559          | Šinšó kaimaku – saišúkecu! Mugiwara no ičimi 新章開幕 再集結! 麦わらの一味  | bude oznámeno | 12. srpna 2012      |
| 560          | Šinšó kaimaku – saišúkecu! Mugiwara no ičimi 新章開幕 再集結! 麦わらの一味  | bude oznámeno | 19. srpna 2012      |
| 561          | Šinšó kaimaku – saišúkecu! Mugiwara no ičimi 新章開幕 再集結! 麦わらの一味  | bude oznámeno | 26. srpna 2012      |
| 562          | Šinšó kaimaku – saišúkecu! Mugiwara no ičimi 新章開幕 再集結! 麦わらの一味  | bude oznámeno | 2. září 2012        |
| 563          | Šinšó kaimaku – saišúkecu! Mugiwara no ičimi 新章開幕 再集結! 麦わらの一味  | bude oznámeno | 9. září 2012        |
| 564          | Šinšó kaimaku – saišúkecu! Mugiwara no ičimi 新章開幕 再集結! 麦わらの一味  | bude oznámeno | 16. září 2012       |
| 565          | Šinšó kaimaku – saišúkecu! Mugiwara no ičimi 新章開幕 再集結! 麦わらの一味  | bude oznámeno | 23. září 2012       |
| 566          | Šinšó kaimaku – saišúkecu! Mugiwara no ičimi 新章開幕 再集結! 麦わらの一味  | bude oznámeno | 30. září 2012       |
| 567          | Šinšó kaimaku – saišúkecu! Mugiwara no ičimi 新章開幕 再集結! 麦わらの一味  | bude oznámeno | 7. října 2012       |
| 568          | Šinšó kaimaku – saišúkecu! Mugiwara no ičimi 新章開幕 再集結! 麦わらの一味  | bude oznámeno | 14. října 2012      |
| 569          | Šinšó kaimaku – saišúkecu! Mugiwara no ičimi 新章開幕 再集結! 麦わらの一味  | bude oznámeno | 21. října 2012      |
| 570          | Šinšó kaimaku – saišúkecu! Mugiwara no ičimi 新章開幕 再集結! 麦わらの一味  | bude oznámeno | 28. října 2012      |
| 571          | Šinšó kaimaku – saišúkecu! Mugiwara no ičimi 新章開幕 再集結! 麦わらの一味  | bude oznámeno | 4. listopadu 2012   |
| 572          | Šinšó kaimaku – saišúkecu! Mugiwara no ičimi 新章開幕 再集結! 麦わらの一味  | bude oznámeno | 11. listopadu 2012  |
| 573          | Šinšó kaimaku – saišúkecu! Mugiwara no ičimi 新章開幕 再集結! 麦わらの一味  | bude oznámeno | 18. listopadu 2012  |
| 574          | Šinšó kaimaku – saišúkecu! Mugiwara no ičimi 新章開幕 再集結! 麦わらの一味  | bude oznámeno | 25. listopadu 2012  |
| 575          | Šinšó kaimaku – saišúkecu! Mugiwara no ičimi 新章開幕 再集結! 麦わらの一味  | bude oznámeno | 2. prosince 2012    |
| 576          | Šinšó kaimaku – saišúkecu! Mugiwara no ičimi 新章開幕 再集結! 麦わらの一味  | bude oznámeno | 9. prosince 2012    |
| 577          | Šinšó kaimaku – saišúkecu! Mugiwara no ičimi 新章開幕 再集結! 麦わらの一味  | bude oznámeno | 16. prosince 2012   |
| 578          | Šinšó kaimaku – saišúkecu! Mugiwara no ičimi 新章開幕 再集結! 麦わらの一味  | bude oznámeno | 23. prosince 2012   |